# 酒店
（中國大陸舊稱也是「饭店」）是提供安全、舒適的空間以使顧客得以休息或睡眠的商業設施。其旅館產業主要販售服務。

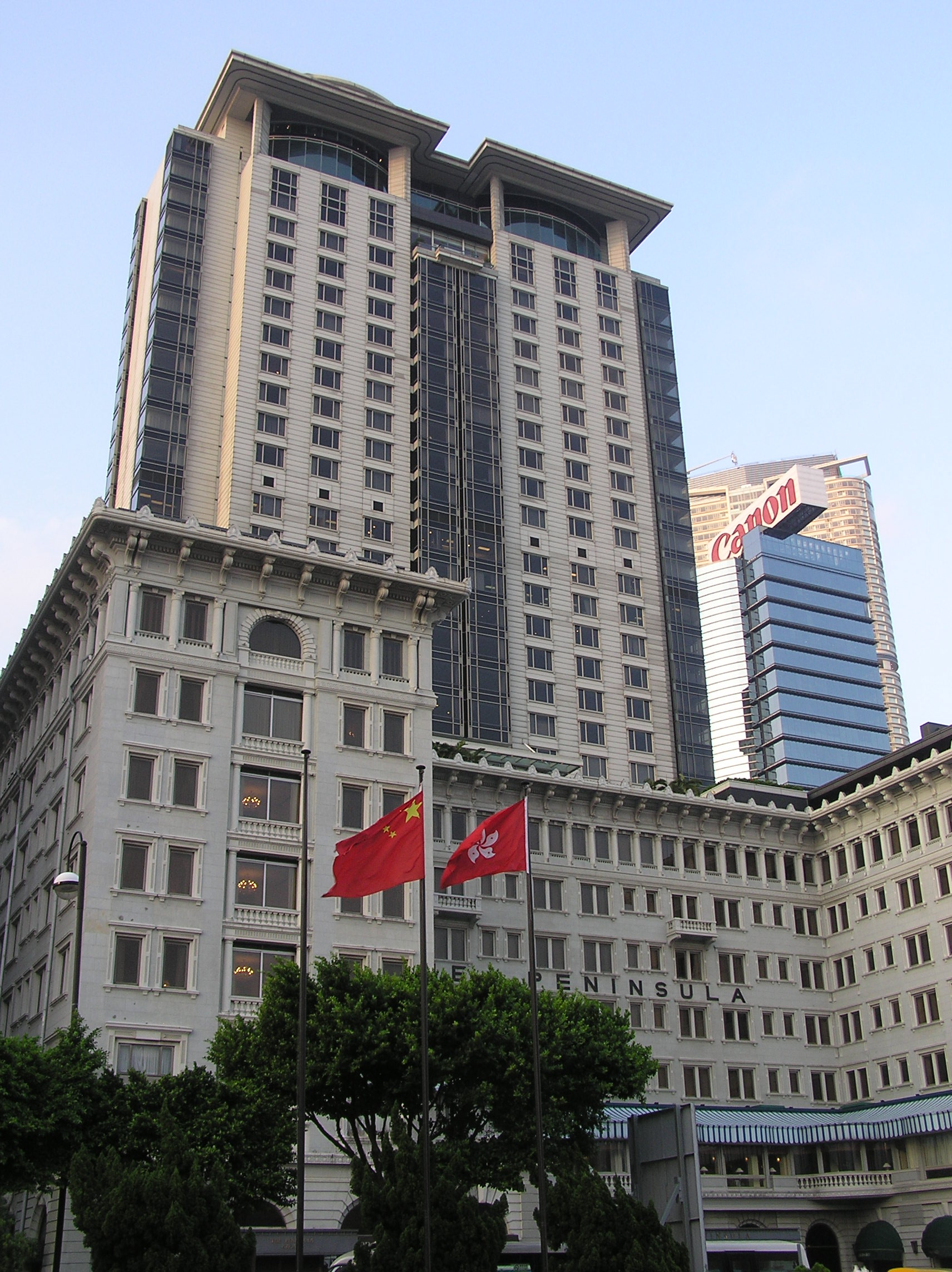
半島酒店是香港現存歷史最悠久及最著名的酒店

主要為遊客提供住宿服務外，旅馆亦提供生活的服务及设施（寢前服務）、餐饮、游戏、娛樂、购物、商務中心、宴會及會議等设施。部分酒店亦會提供增值服務，如免費手機使用、房車接送等。与餐馆类似，旅館最早存在于各地古代政府建立的驿站体系。

## 名称

### 客棧
古時供人暫時休息、住宿的旅店稱作客棧、客店、打火店；現在部分旅館業會稱作客棧，例如：六福客棧。

### 旅館
在中華民國的法律中是稱作旅館，部分的旅館業者亦會稱作旅社、商旅等。

### 饭店
把现代意义上的豪华的接待客人住宿的商业性质经营机构称为“饭店”，至少可以追溯到1900年在北京东交民巷附近外资创办的六国饭店。這是中国第一家、也是直至1920年代中国最知名最重要的现代意义的豪华旅店之一。1846年在上海租界成立的浦江饭店應是中國大陸現存最早的高級飯店，老上海灘知名地標建築国際饭店，亦以飯店為名。
在部分中國大陸省份（如河北、江蘇、浙江等）常使用「饭店」的稱呼方式，如北京饭店、禮查飯店、和平饭店、武漢璇宮飯店（1928年）、天津利順德大飯店。在中文用法上「饭店」這名稱的使用，與飯館、飯莊相似，但提供住宿。

### 酒店
將提供留宿及起居服務的旅館稱為「酒店」當初主要是香港的命名，並可見於19世紀後期起《循環日報》及《華字日報》等香港中文報紙。香港的酒店最初多由英國人經營，而服務對象以西方國家來港人士為主，因此供應的餐飲主要是西餐，酒是東西方的共同文化，米飯卻不是西方飲食文化的主要食品，故此中文多稱為酒店而不是飯店，如1868年開幕的香港大酒店、1873年落成的山頂酒店、1920年建成的淺水灣酒店，相對而言在香港的「飯店」通常是指提供盖浇饭的食店，並不提供住宿服務，如再興燒臘飯店是售賣燒味食品並配以米飯的餐館，並非提供住宿的旅館。在香港較高級與設施較齊全的旅館大多名為「酒店」，而經過旅馆星級鑑定的旅館皆以「酒店」為名，而「賓館」的服務及價格則一般低於「酒店」的旅館。此外，香港有一種可以用小時計算房租的停留地點，稱為時鐘酒店。因為1960年代越來越多國際知名的酒店集團在香港經營或開業，如1963年開幕的香港希爾頓酒店及香港文華東方酒店、1964年落成的總統酒店、1969年開業的奧麗香港酒店、1973年啟用的香港怡東酒店等，這些中高檔的旅館均以酒店為名，進而影響到中國改革開放後，於1980年代起進入中國大陸市場的國際連鎖酒店及中外合資經營的酒店，如廣州中國大酒店、北京皇冠假日酒店、上海金茂君悅大酒店、杭州歌德大酒店等。與香港類似，新加坡和馬來西亞具有規模的旅館也稱為酒店，如萊佛士酒店、吉隆坡四季酒店，隨著國際連鎖酒店集團統一旗下品牌以提升企業形象，新開設的大型旅館大多稱為「酒店」，包括設於各迪士尼樂園內的迪士尼主題酒店，如上海迪士尼樂園內的玩具總動員酒店，在樂高樂園內如馬來西亞樂高樂園附設的樂高酒店，而原稱為「飯店」的豪華旅館有部分亦更名為「酒店」，如台北君悅酒店。
在台灣「酒店」過往通常指特種行業的場所，常有穿著西裝或小禮服的男、女公關陪酒。日治時期台灣有稱日本藝妓或台灣藝旦服務、並有水酒餐飲的地方如江山樓、東薈芳、春風樓、蓬萊閣。不過台灣也有不少旅館使用「酒店」為名，例如由連鎖酒店集團經營的長榮桂冠酒店，還有台北晶華酒店、台北萬豪酒店等。在漢語圈以外地區，「酒店」等同於「飯店」，只是使用不同的名稱。

### 賓館
“宾馆”一词既可指代“guest house”（政府接待酒店），也可以指代“hotel”（尤其是在中国大陆）。个别被称为“宾馆”的场所完全不对外营业，如京西宾馆。

### 度假村（Resort / Villa）
度假村（resort），是指一個用作休閒及娛樂用途的建築群，作為吸引遊客遊覽及停留之旅遊景點。度假村通常由一間公司營運，亦有集團合營例子。為了讓遊客充份享受假期，度假村內通常設有多項設施以應付客人的一切需要，包括酒店、餐館、體育設施、娛樂設施、商場、遊樂場、主題公園以及賭場等等。

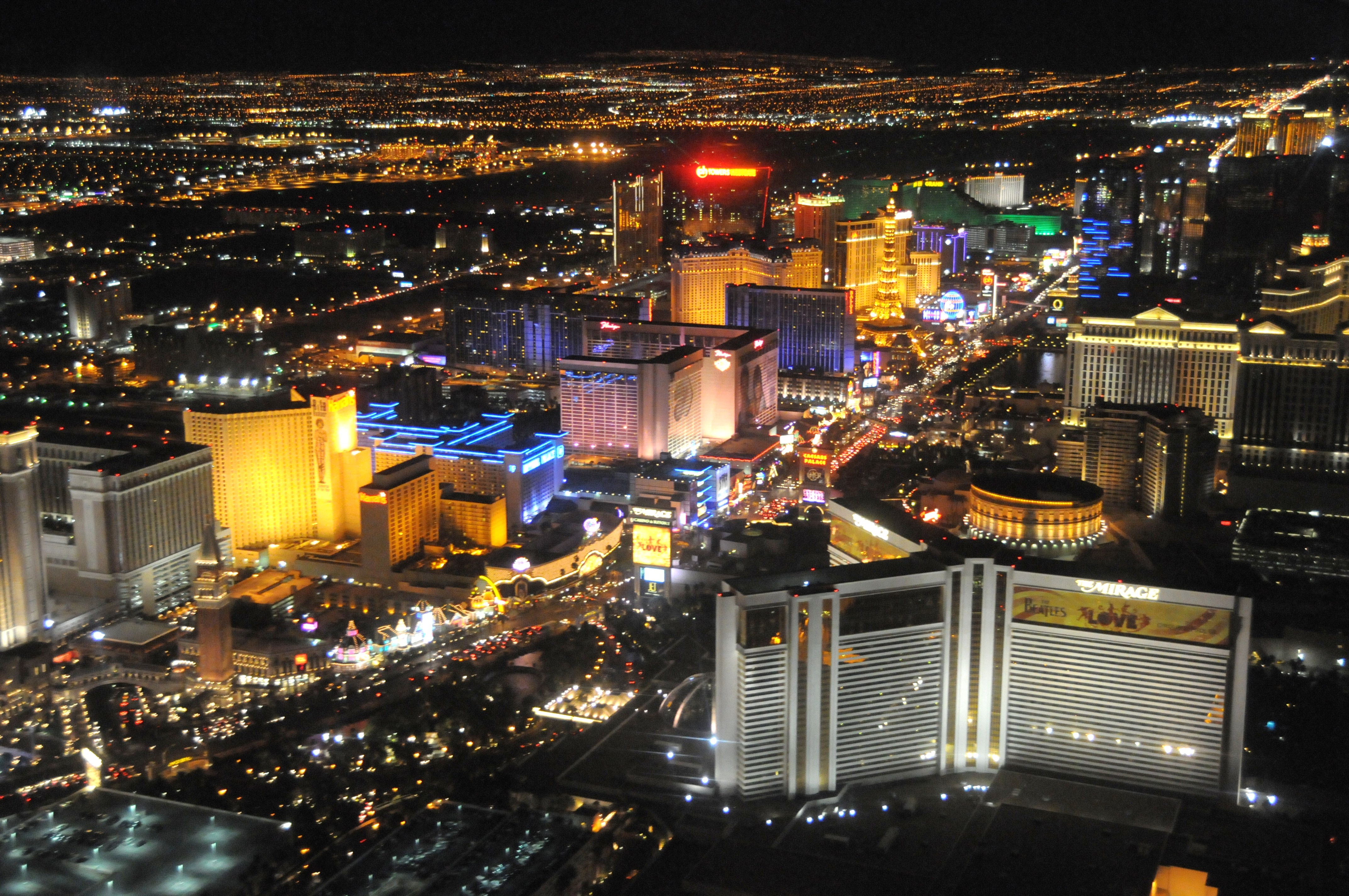
拉斯維加斯賭城大道沿街上的度假旅館
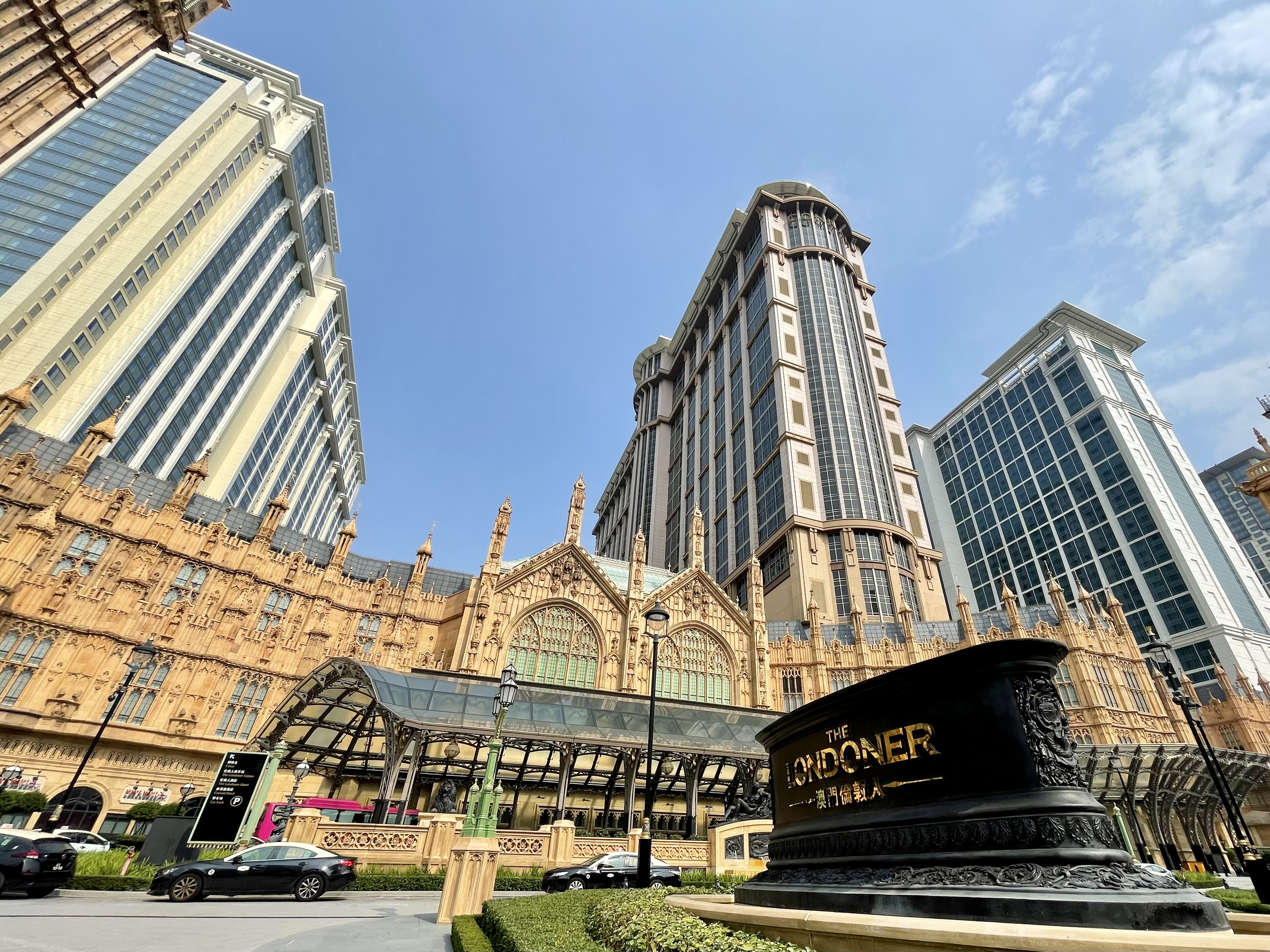
澳門倫敦人度假村
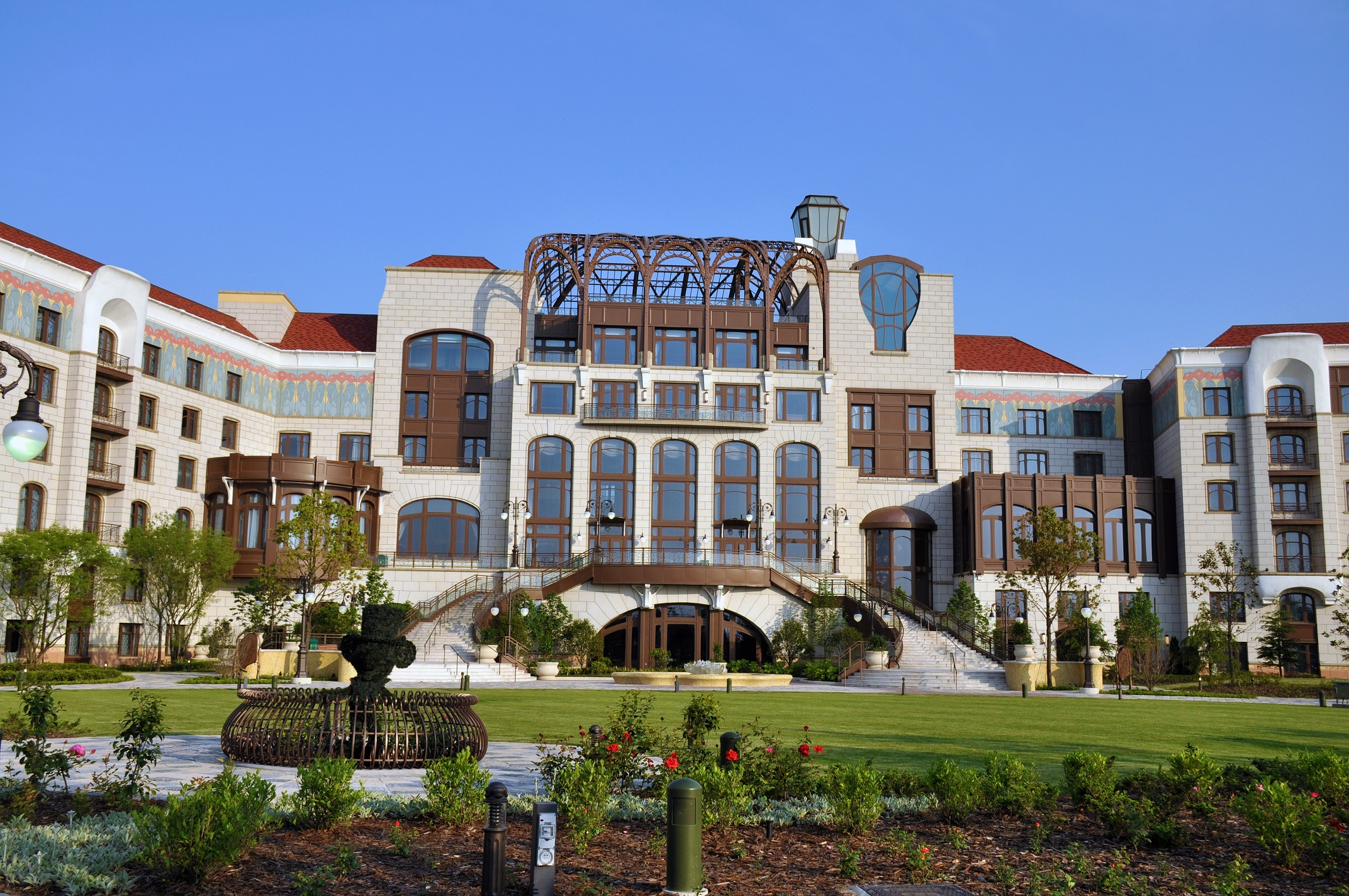
上海迪士尼樂園酒店度假村
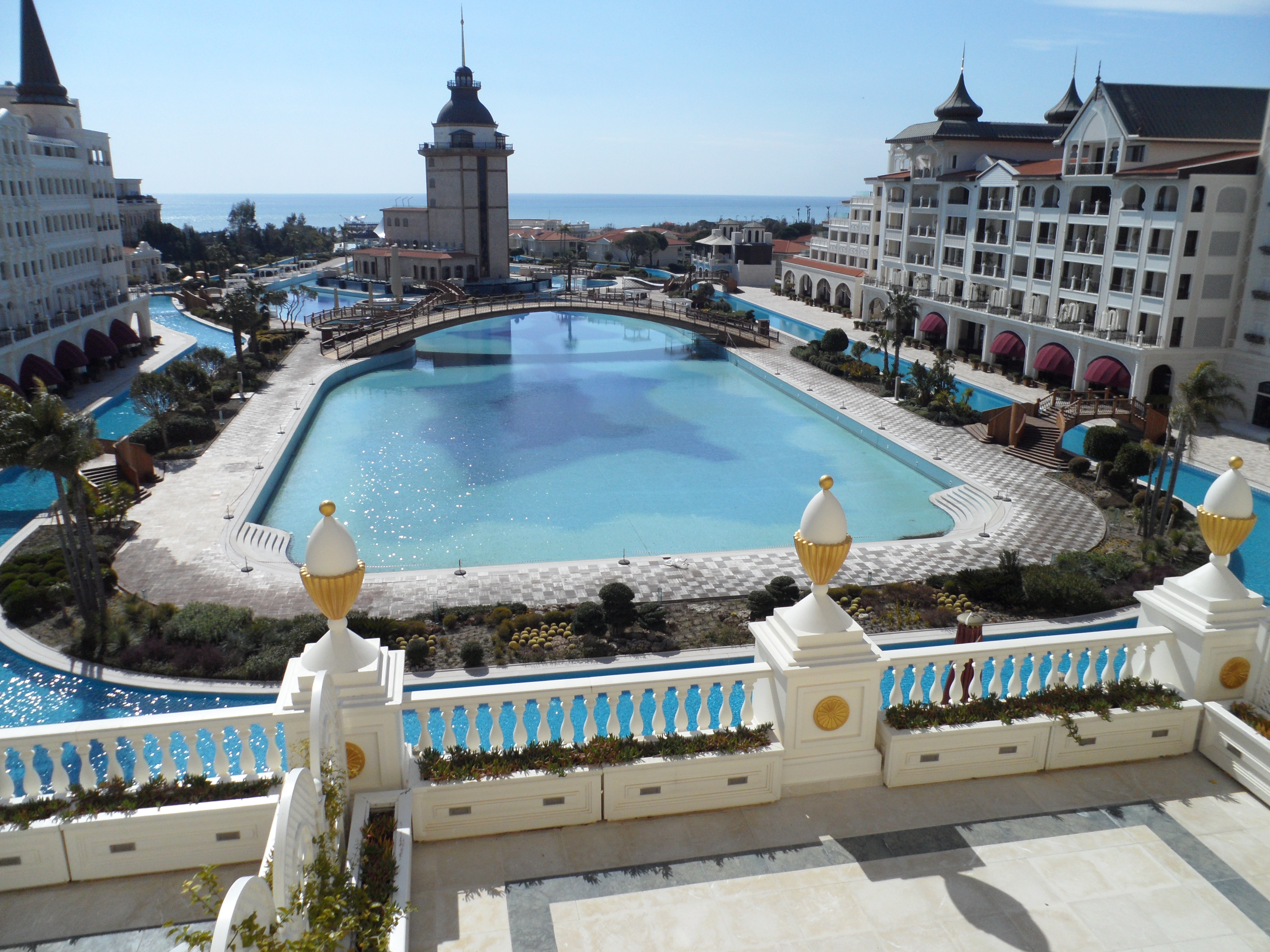
安塔利亚马尔丹宫殿度假村

### 汽車旅館（Motel）
汽車旅館與傳統旅館最大的不同點，在於汽車旅館每個客房都有專屬停車位並且與房間相連，有時採平面設計門前設置停車位，或把一樓當作車庫，二樓作為房間，這樣獨門獨戶為典型的汽車旅館設計。於香港汽車旅館多集中在九龍塘一帶，但它的作用類似時鐘酒店，而非給旅客休息。

## 服務
酒店房間的基本設備包括床、衣櫃、沙發、一般亦設有電話、電視、鬧鐘；並有冰箱，內有各種飲料、酒類及小食，消耗品可能需额外收費，在結帳時繳付。房間亦備有熱水瓶（或电热水壶）、水杯、即溶咖啡、茶包、奶精、砂糖等供住客免费使用。除了十分便宜的酒店外，房內通常都設有獨立浴室，內有坐廁、浴缸及淋浴設備。現在越來越多飯店設有WIFI及互联网接駁服務，採免費或額外收費。

### 房费
酒店通常是出租房類的短期租約。租房前，顧客多數喜歡格價。已訂出的房間，酒店保證不會再轉租給第三者；而客人在未事先通知的情况下到時不入住则稱為「No Show」，酒店有權按房租收費。不少酒店可使用多种信用卡结账。
按照国际惯例，房租計算以中午12時為界，過時住客不交房（退房）则會按超過時間另計費用。这一国际惯例来源于欧洲。19世纪末，欧洲宾馆数量稀少、人力价格高昂，为了节约成本，酒店经营者自发形成了统一的退房时间，并在统一的时间内聘请清洁工清扫房间，逐步演变为商业惯例。

### 等級
酒店的價格及質素，通常由其提供的服務所決定。在20世紀末開始，由於全球旅客人數大幅上升，酒店的服務水準亦有不少改善，世界各國一般都以酒店等级标准（由一星至五星）為酒店星級。阿拉伯联合酋长国第二大城市迪拜的阿拉伯塔自稱為世界唯一的七星级酒店，提供各式頂級服務、設備與國際精品品牌用品（按酒店等級標準則為五星級）。
五星級酒店是最高等級的奢華酒店，一般包含的附屬設施也比較多，例如泳池、Spa水療中心及高級餐廳等。五星級酒店的服務水平被稱為最高級的服務，因此「五星級服務」這個詞經常出現在生活裡面，指最高級的享受和生活水平等。五星級酒店品牌例子有：君悅酒店、康萊德酒店、洲際酒店、索菲特酒店、文華東方酒店、四季酒店、半島酒店、瑰麗酒店、JW萬豪酒店、麗思卡爾頓酒店、華爾道夫酒店、香格里拉酒店、卓美亞奢華酒店、萊佛士酒店、費爾蒙酒店、悅榕莊度假村、麗晶酒店、瑞吉酒店、嘉佩樂酒店

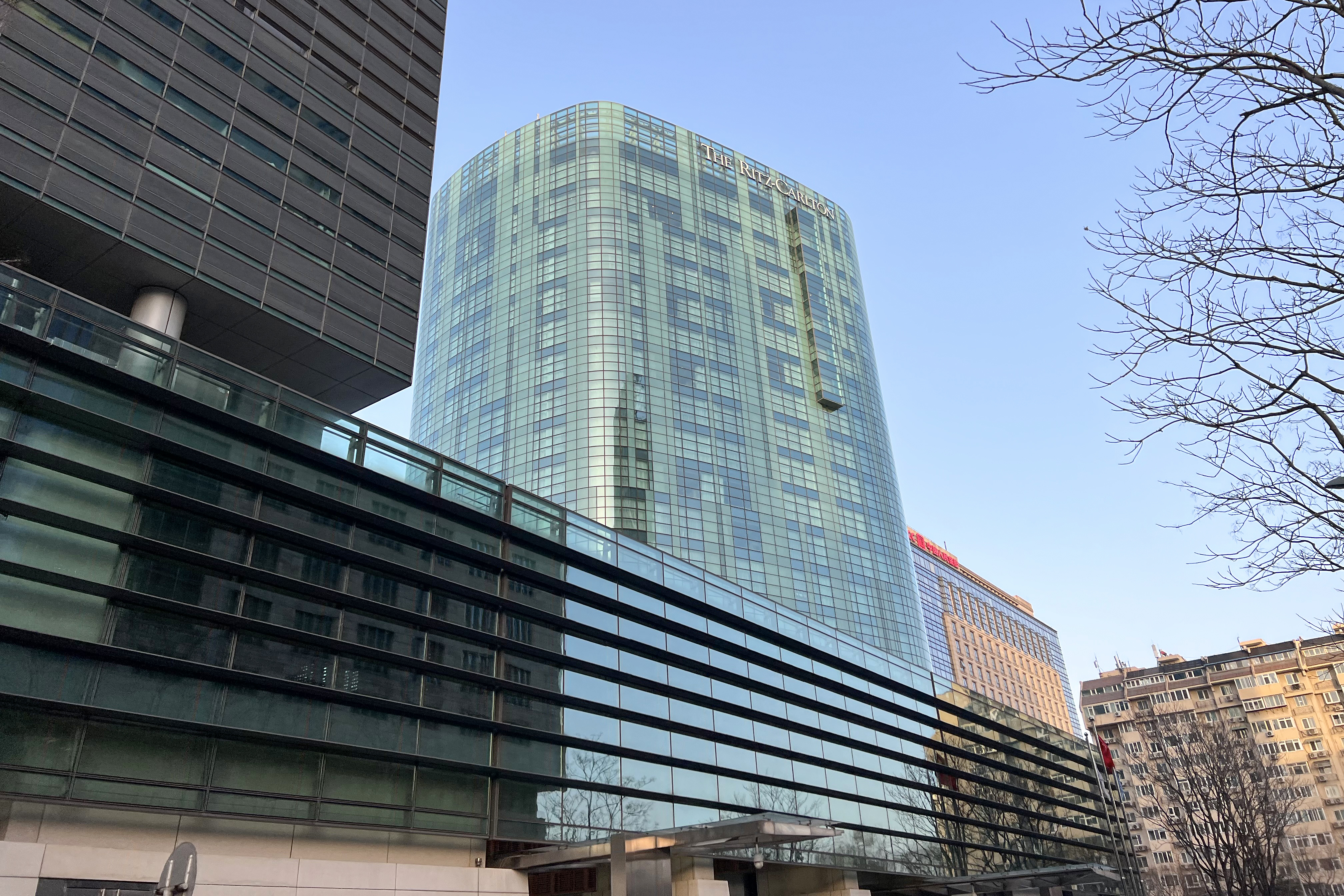
北京金融街麗思卡爾頓酒店
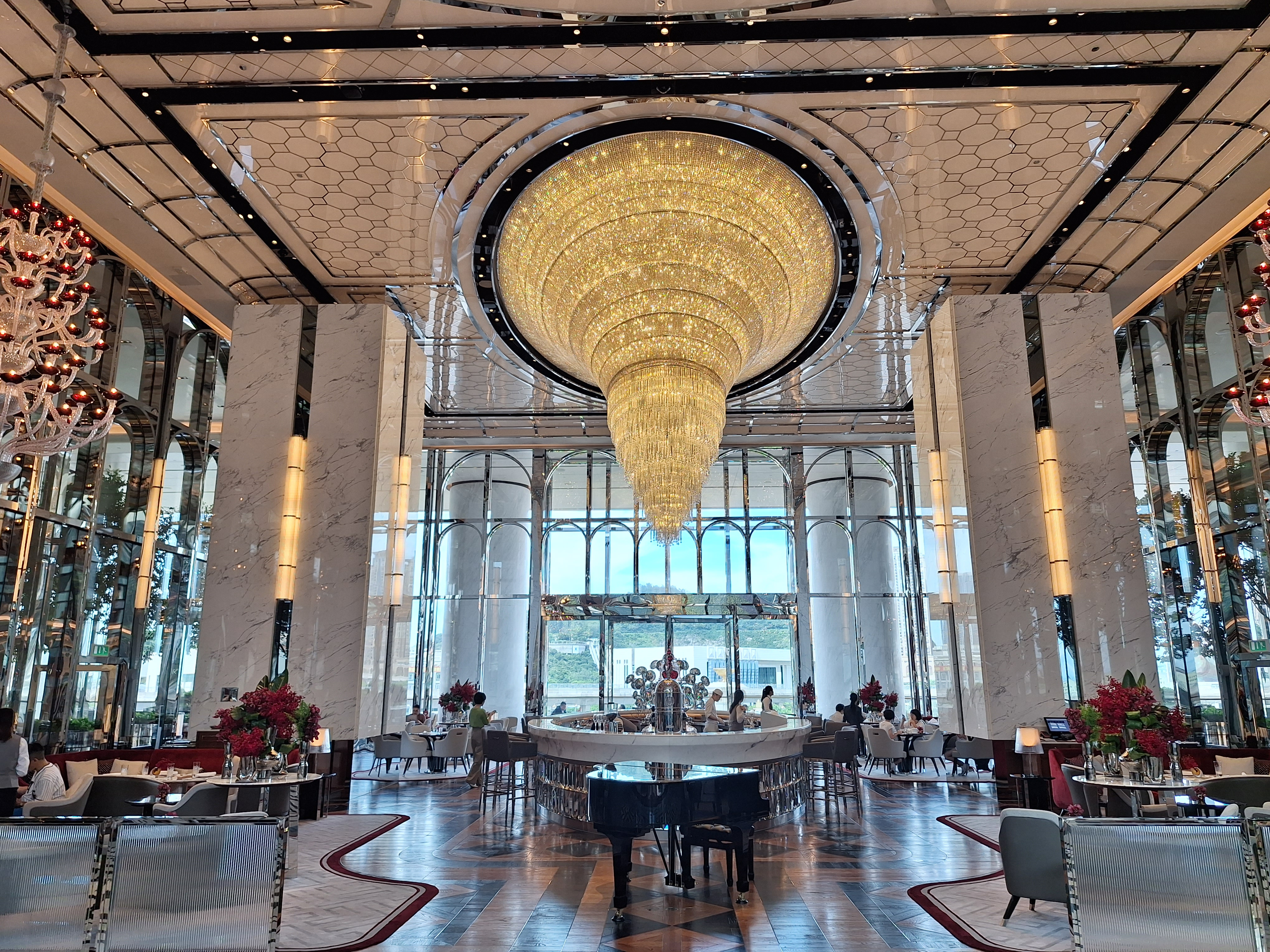
澳門銀河萊佛士酒店
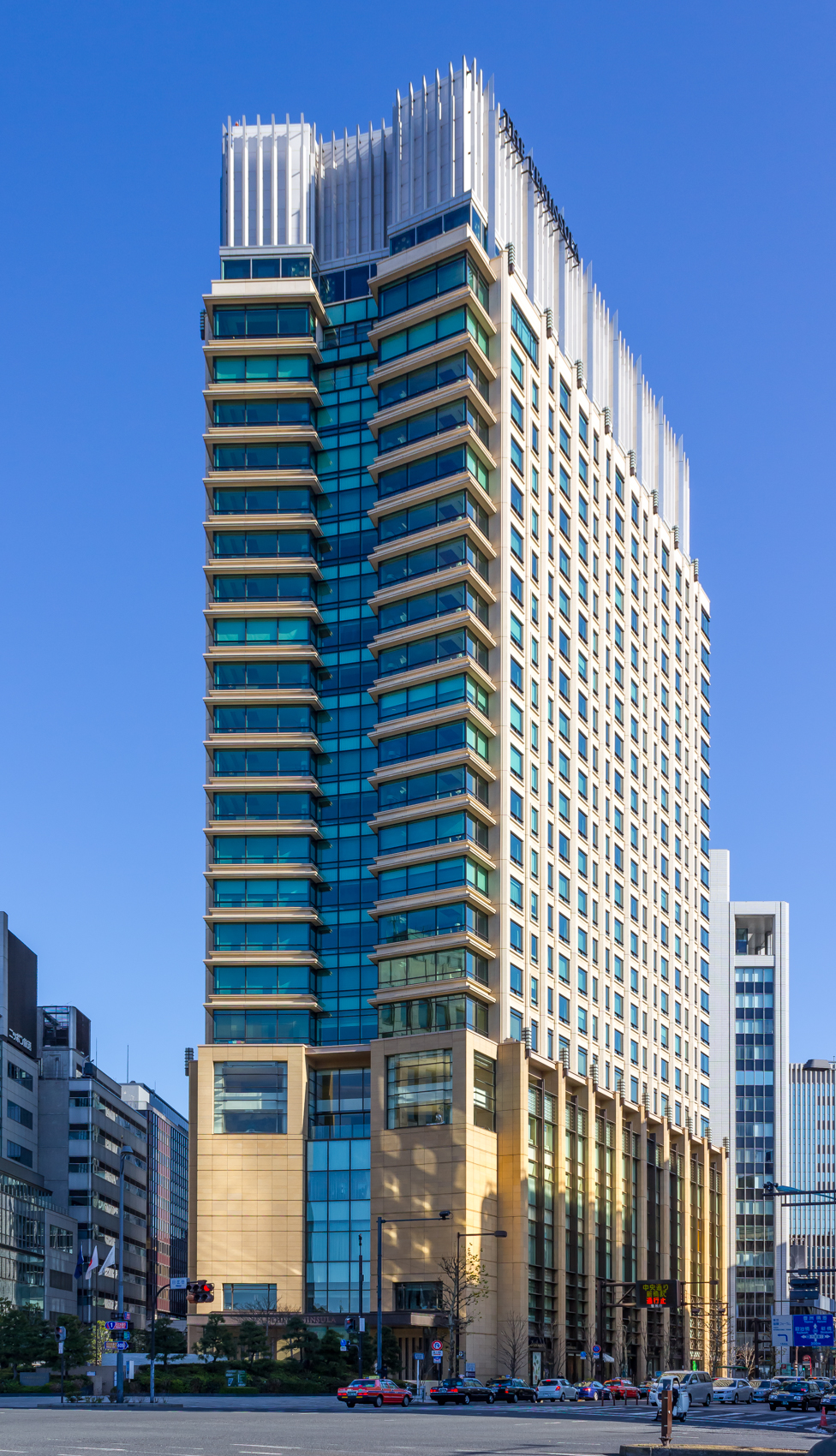
東京半島酒店
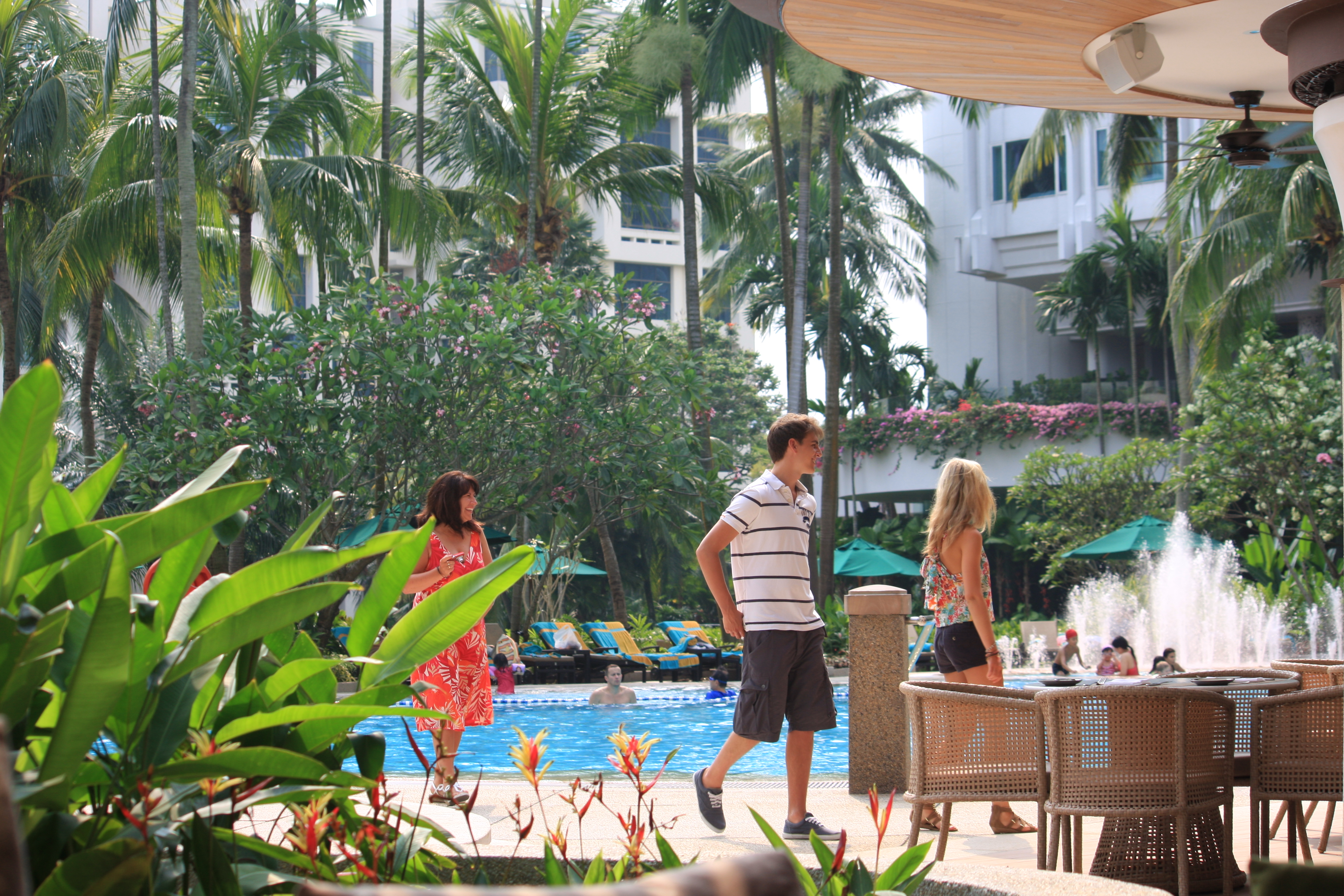
新加坡香格里拉大酒店
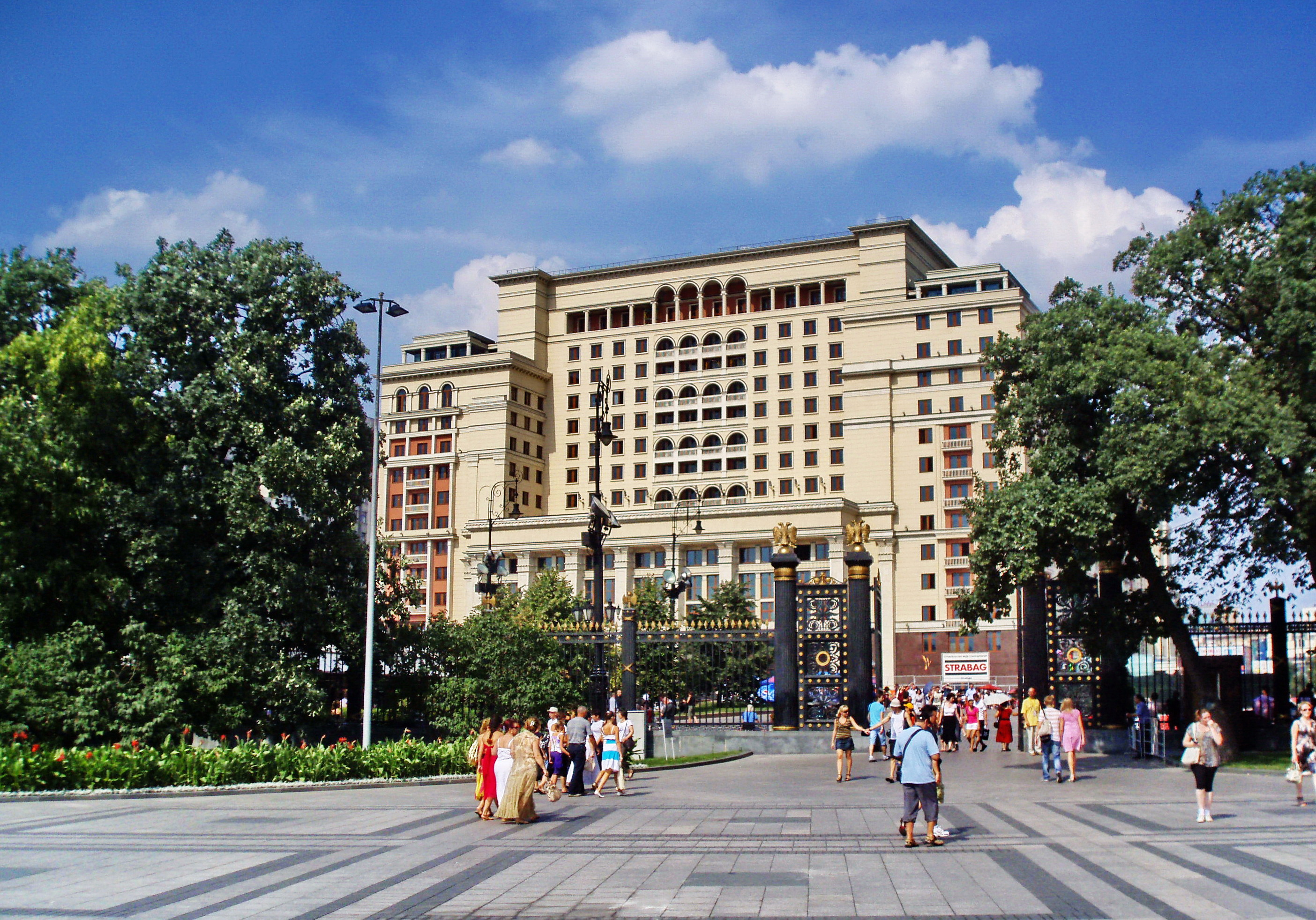
莫斯科四季酒店
杜拜JW萬豪侯爵酒店
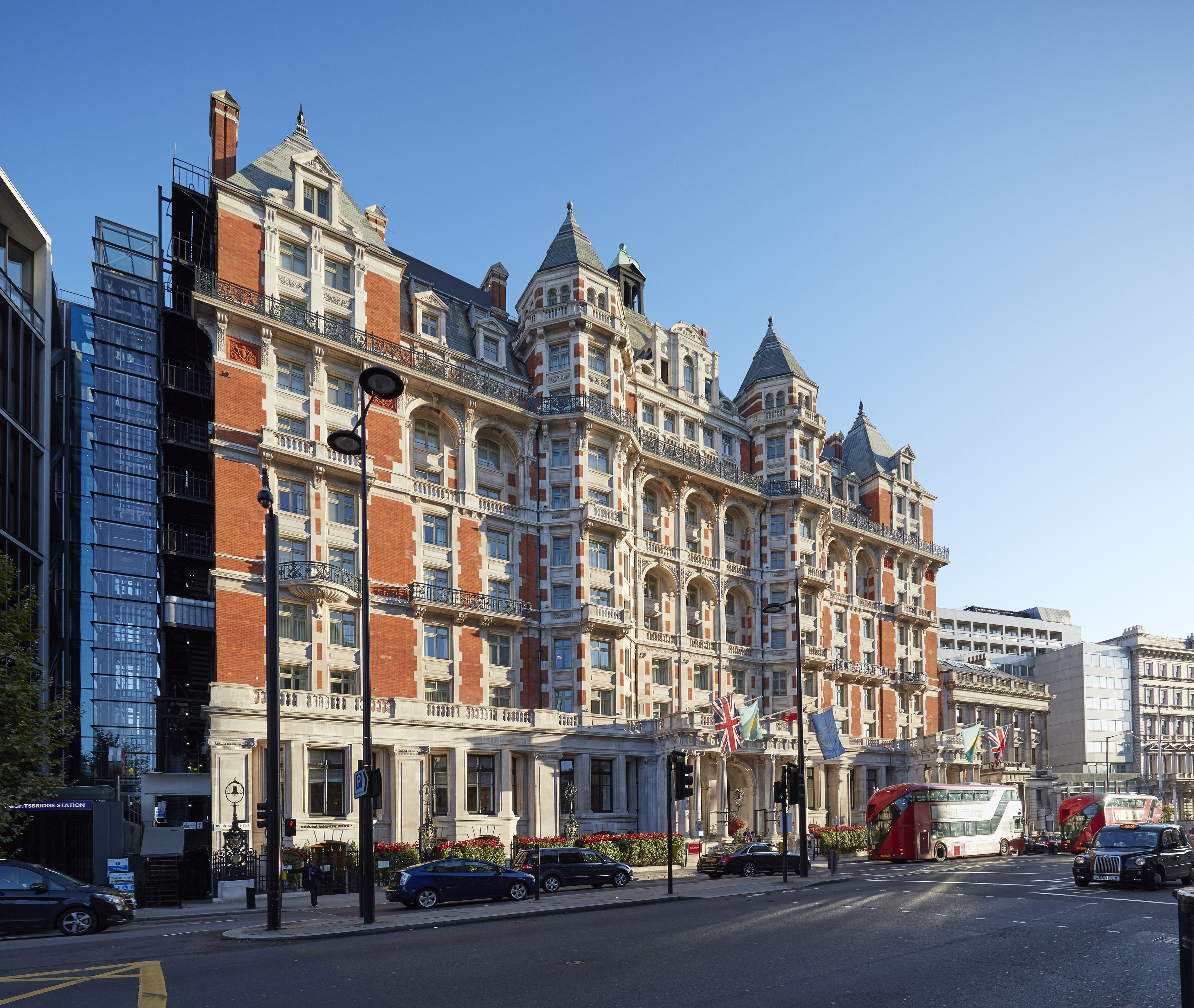
文華東方倫敦海德公園
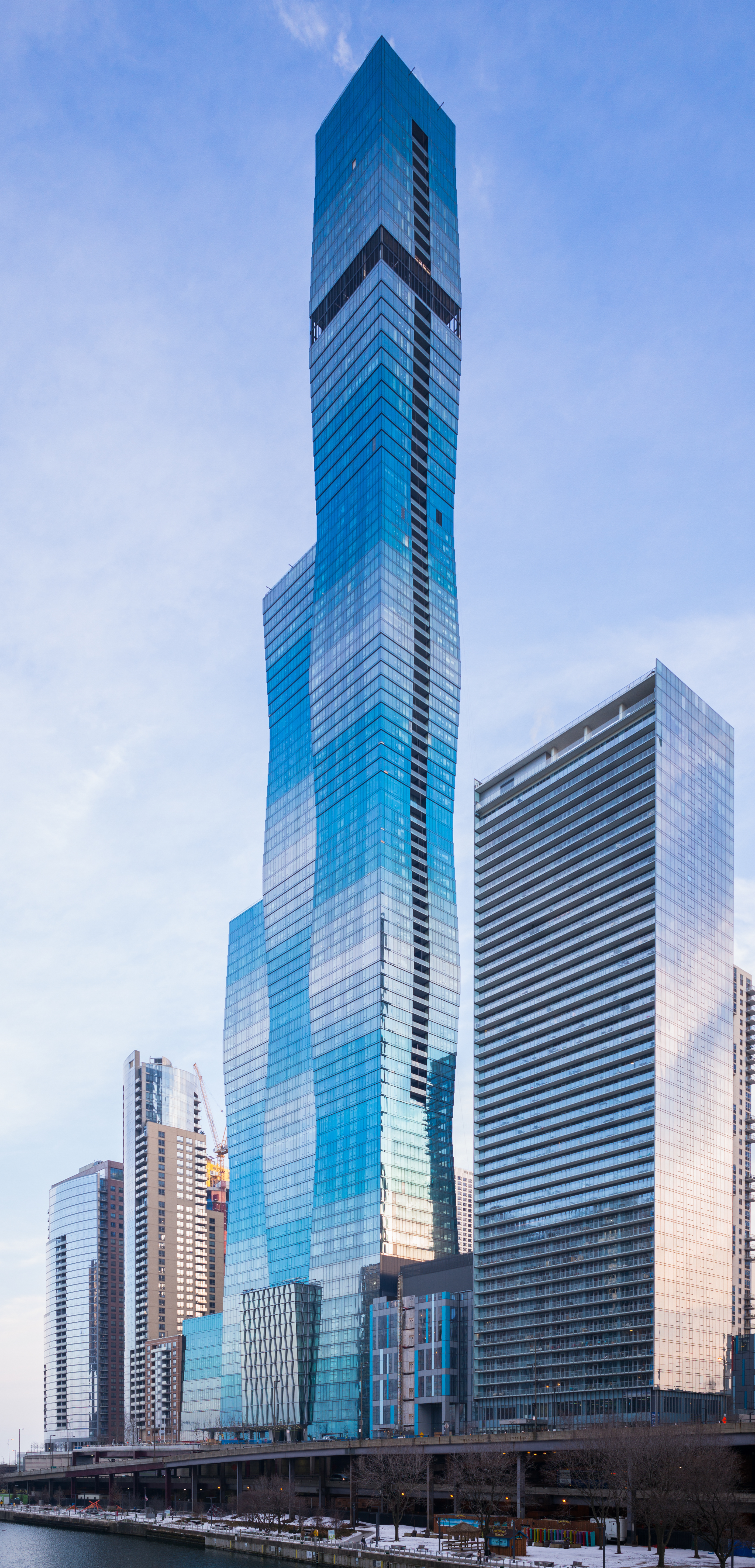
芝加哥瑞吉酒店

### 獨特傳統
世界各國的酒店都透過其獨特傳統，舉行特別活動或重要人物入住而，例如德国波茨坦的塞琪琳霍夫宫，就因為在1945年第二次世界大战期間成為邱吉爾、杜魯門及斯大林三位盟軍統帥舉行波茨坦會議的地點而馳名。美國駐聯合國大使官邸就在紐約華爾道夫酒店的頂層42層，很多名流政要來訪紐約時也都下榻在华尔道夫酒店，包括：清朝直隸總督李鴻章、中華人民共和國前任主席胡錦濤、前任總理溫家寶、中華民國第一夫人蔣宋美齡。其他酒店則可能由特別的菜式或飲品而廣為人所知，如新加坡萊佛士酒店則發明了新加坡司令，奥地利維也納的薩赫酒店則是薩赫蛋糕的發源地。

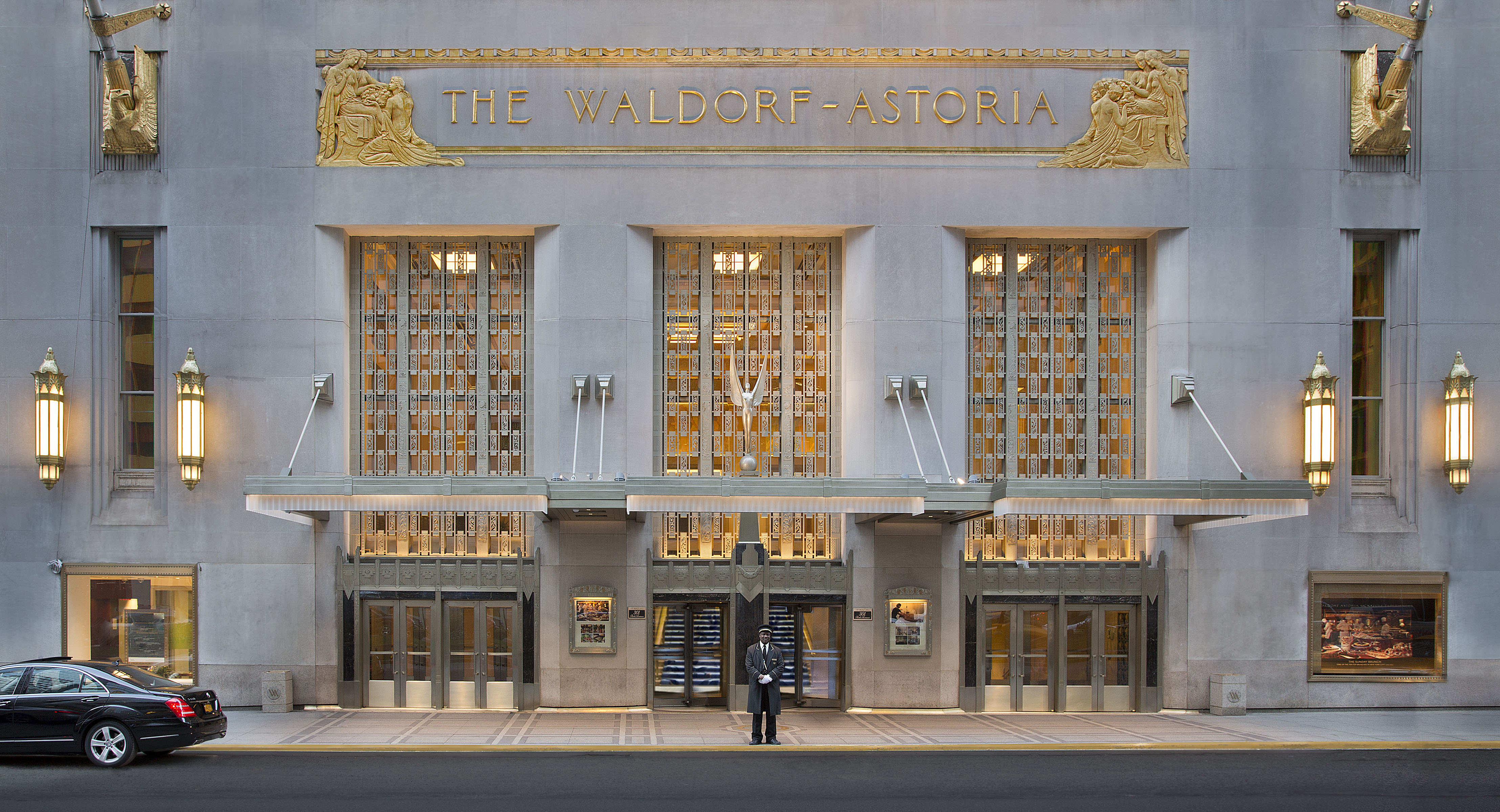
紐約華爾道夫酒店
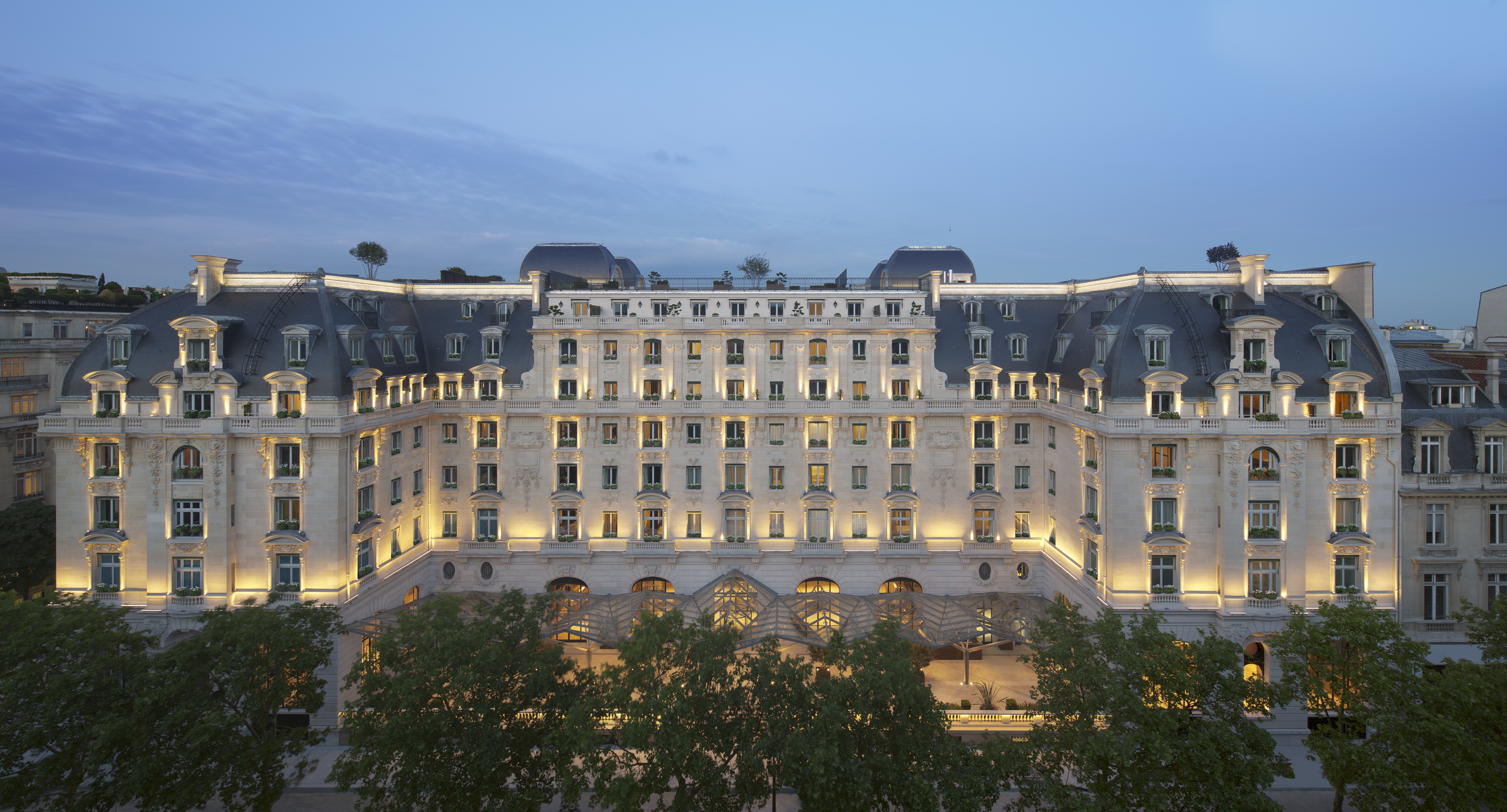
巴黎半島酒店
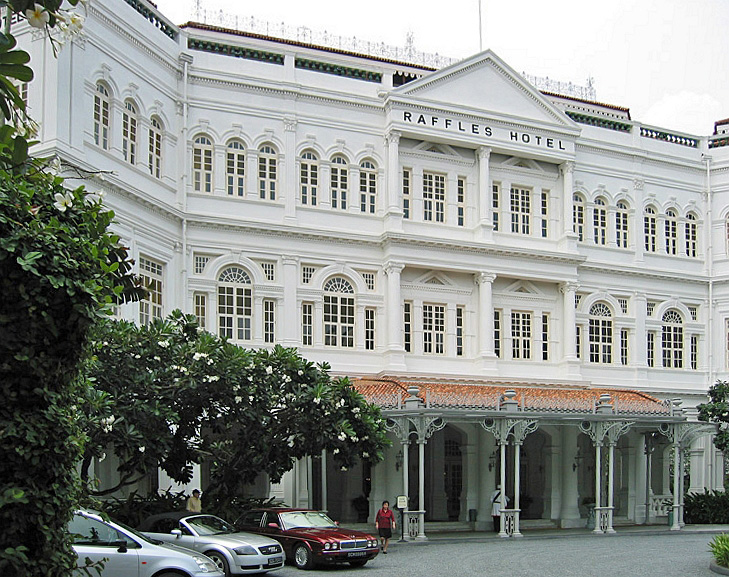
新加坡萊佛士酒店
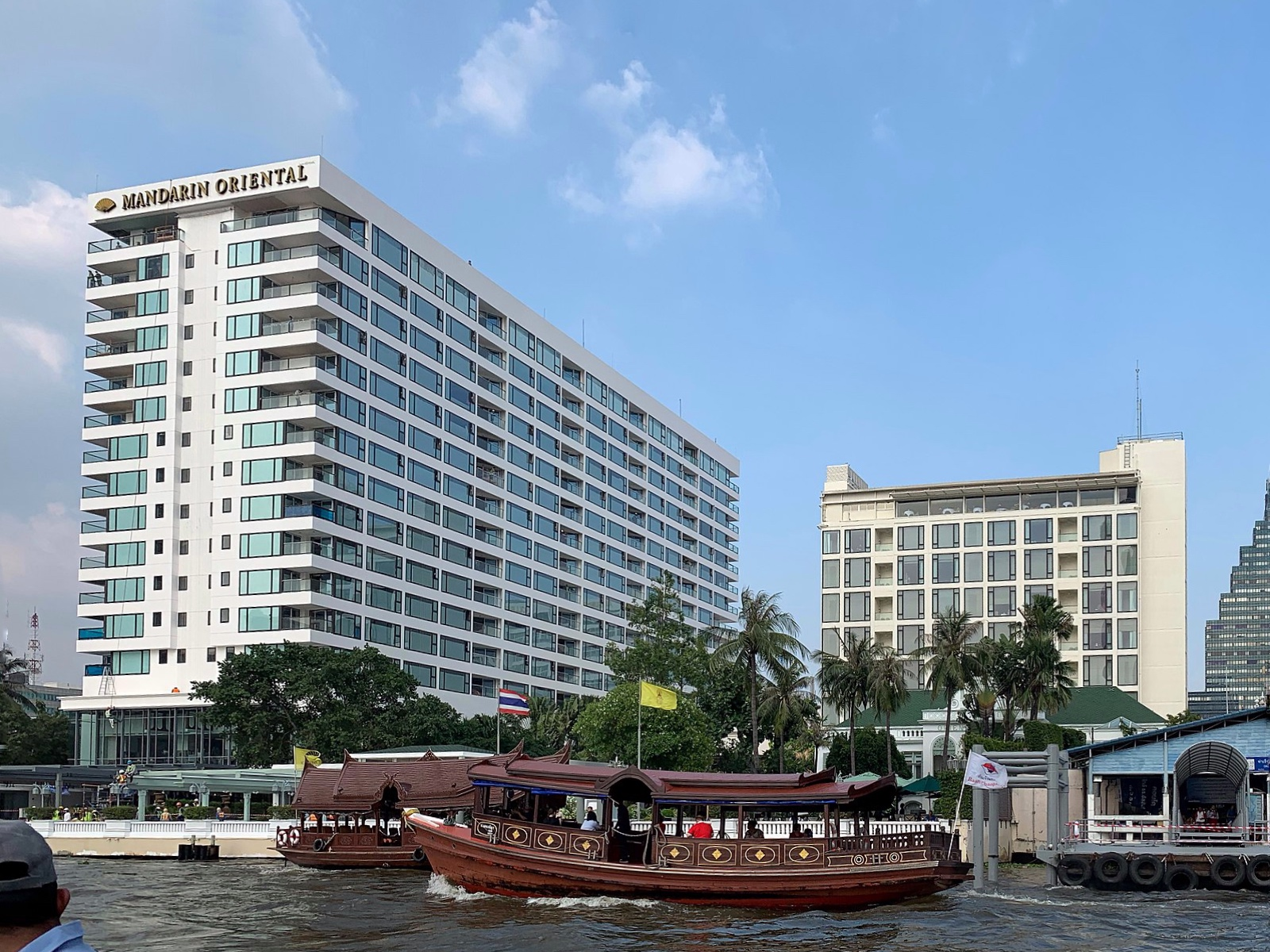
曼谷文華東方酒店
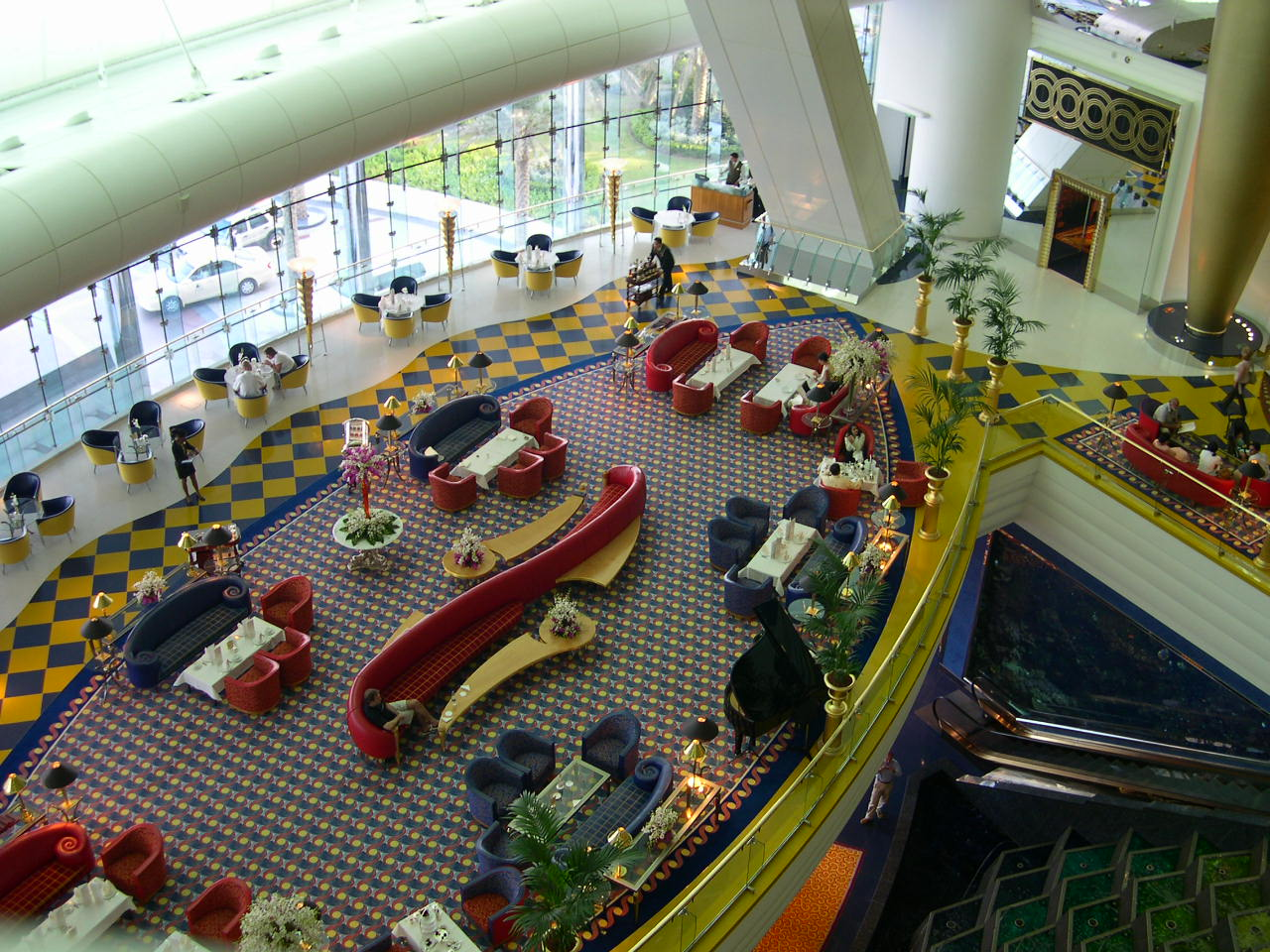
迪拜卓美亞帆船酒店

### 流行文化
很多酒店是利用流行文化获得较高知名度，如美国紐約的切爾西旅館因在賣座流行歌曲中被提及而聞名，塞西尔酒店因历史上多位连环杀手入住和被媒体广泛报道的蓝可儿命案等诡异事件而有众多游客慕名入住，印度的泰姬瑪哈酒店亦因在2008年發生恐怖襲擊而造成大量破壞。此外，新加坡濱海灣金沙酒店的三棟塔樓頂端，托著外形像船隻的懸臂平台，設有流行的無邊際游泳池，成为新加坡最广为人知的地标。香港麗思卡爾頓酒店曾於2011至2019年成為全球最高的酒店，位於118層的健身中心和室內游泳池，亦是全球最高的健身中心和游泳池。

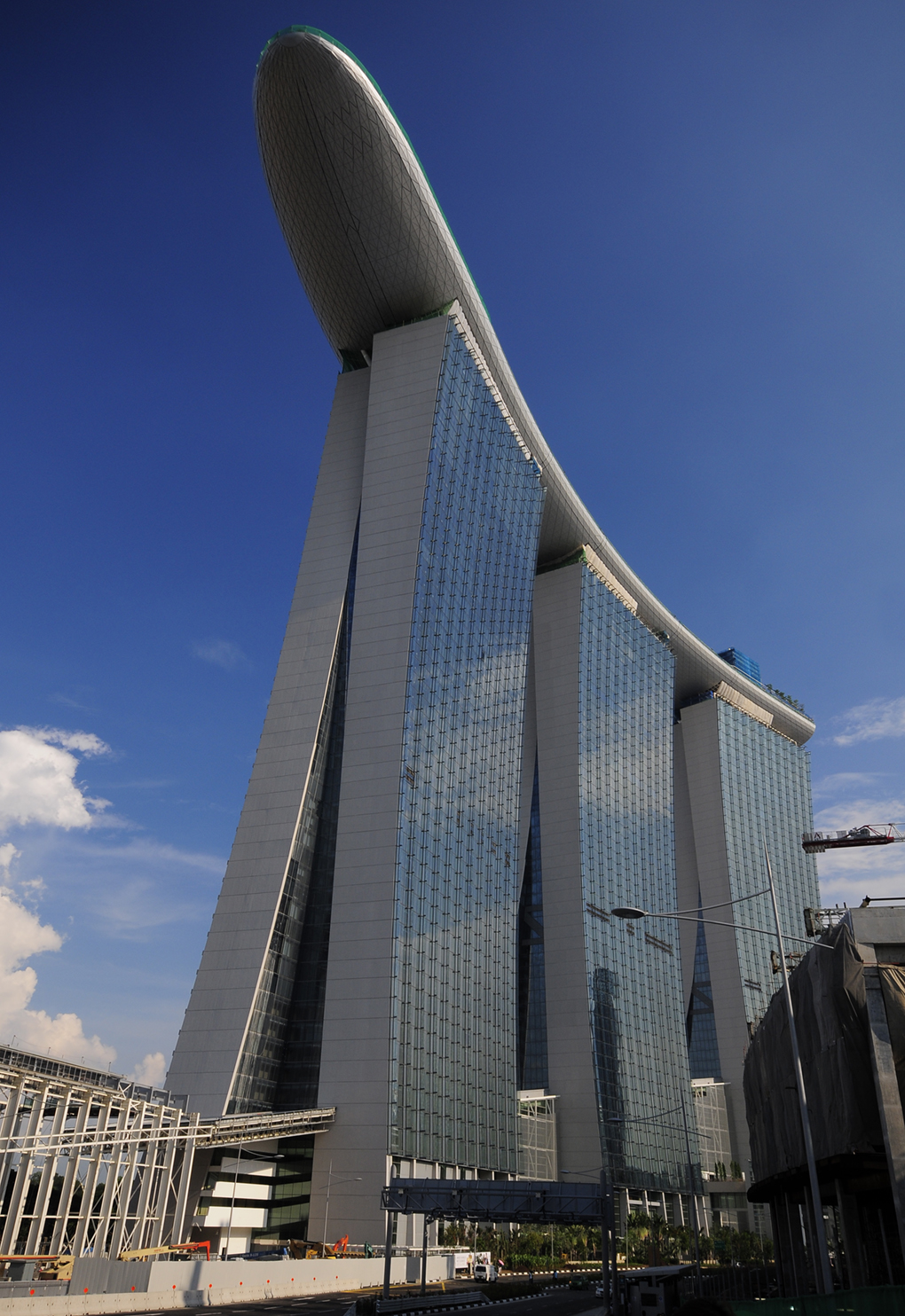
新加坡濱海灣金沙酒店
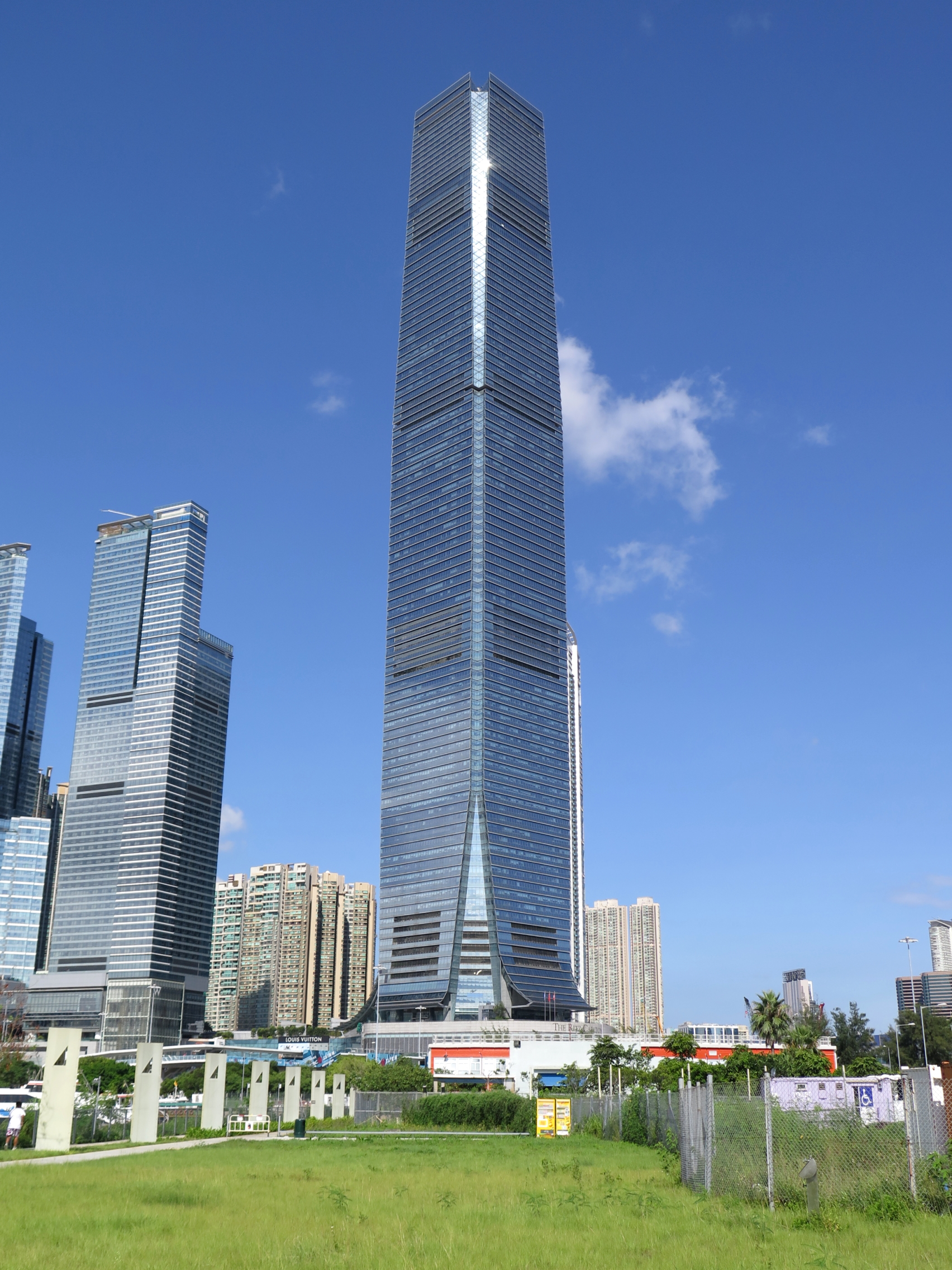
香港麗思卡爾頓酒店

## 全球酒店集團
- 凱賓斯基酒店
- 雅高酒店集團
- 洲際酒店集團
- 朗廷酒店集團
- 香格里拉酒店集團
- 文華東方酒店集團
- 半島酒店集團
- 瑰丽酒店
- 萬豪國際集团
- 凱悅酒店集團
- 希爾頓酒店集團
- 四季酒店
- 卓美亞奢華酒店集團
- 悦榕庄酒店
- 星野度假村集團
- 泰姬陵酒店

## 各地著名酒店

### 香港
香港酒店評級系統是由香港旅遊發展局負責實施和監管，反映香港酒店質素及服務的指標，與其他由私人機構（例如訂房網站、旅遊網站）所設的酒店評級不同，香港旅遊發展局不會公開酒店的分類名單，但仍會通知個別酒店所得級別。酒店可參照香港旅遊發展局公佈的酒店業研究報告，將酒店的表現與其平均類別互作比較，酒店亦可自行決定是否公開其酒店評級。

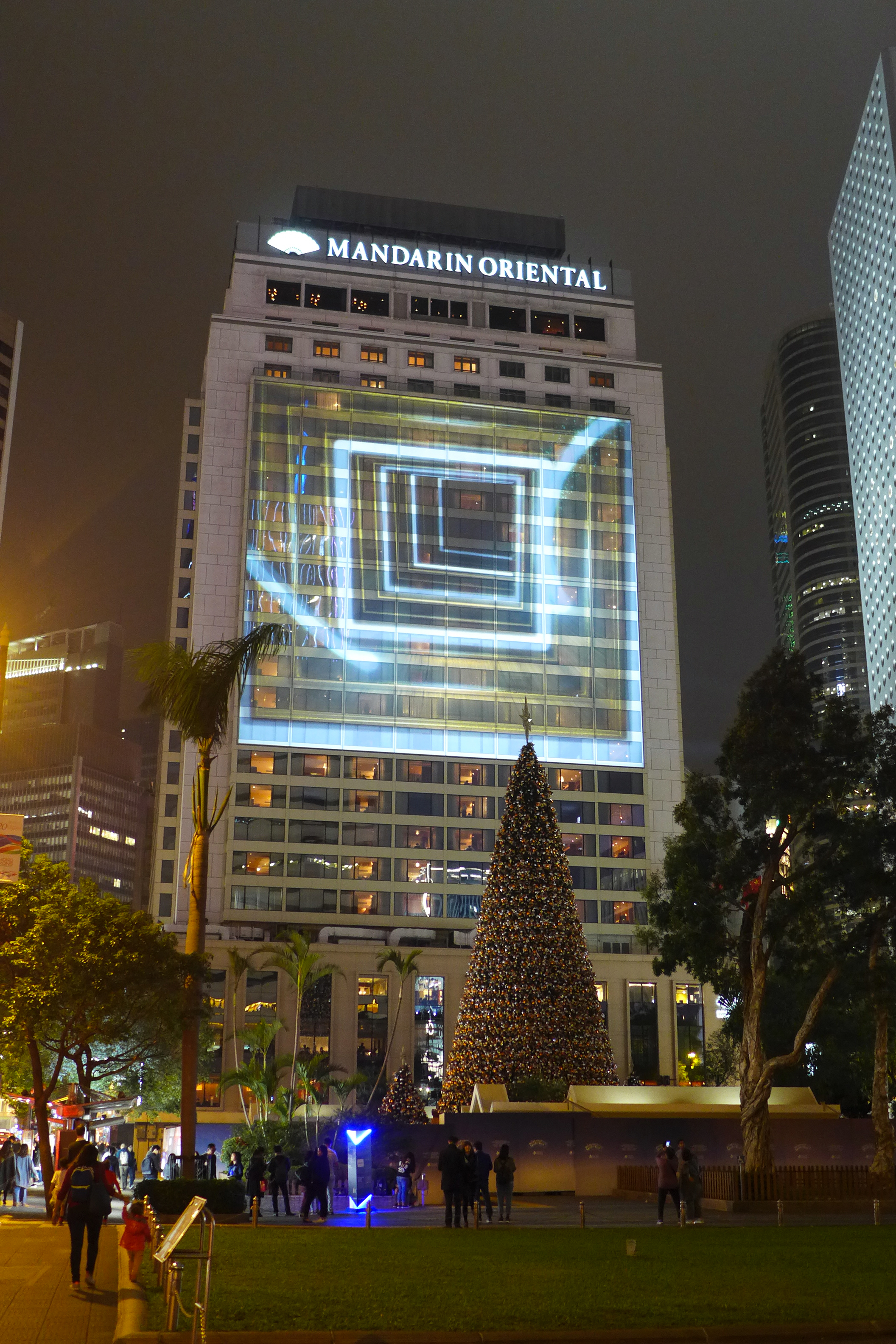
香港文華東方
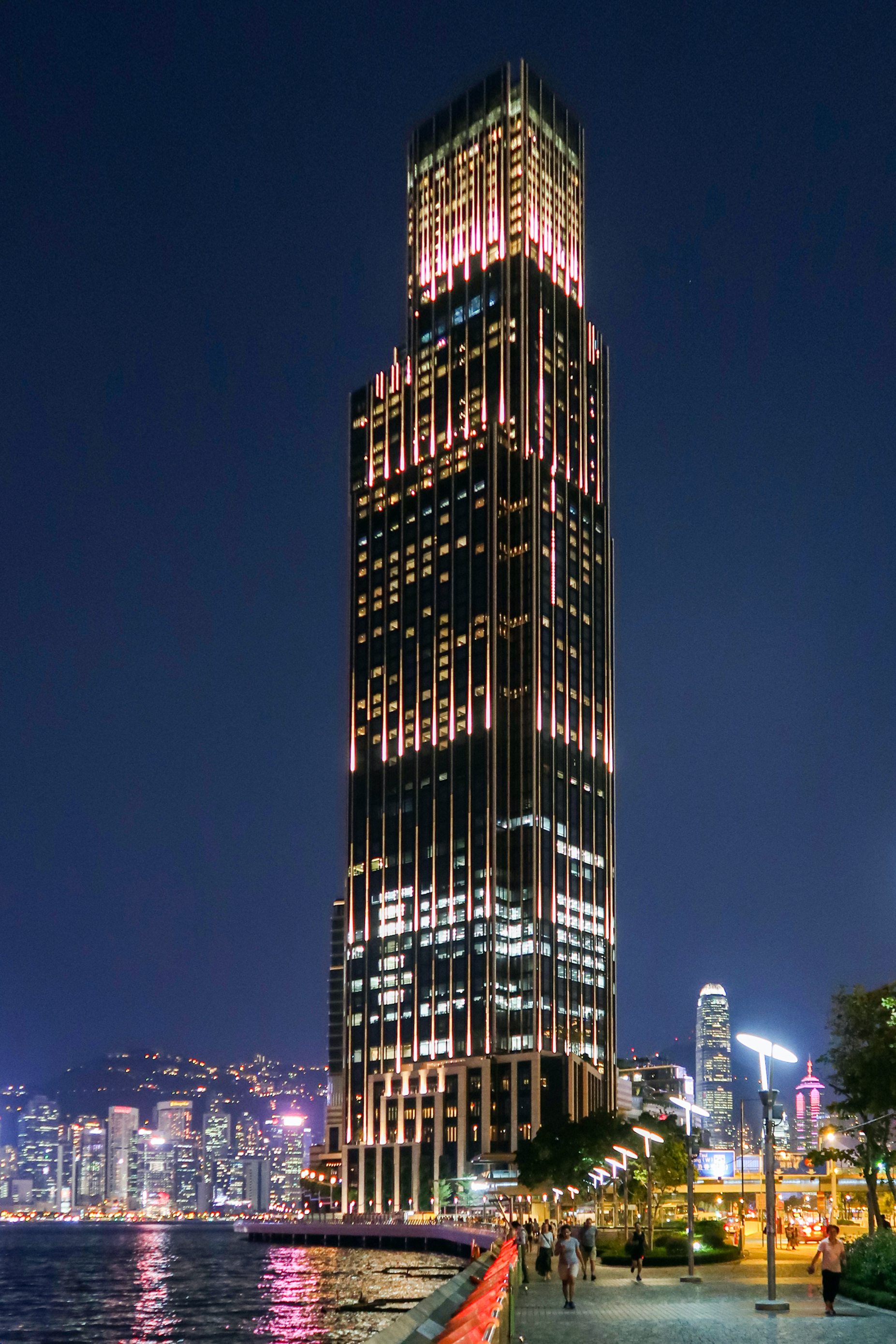
香港瑰麗酒店
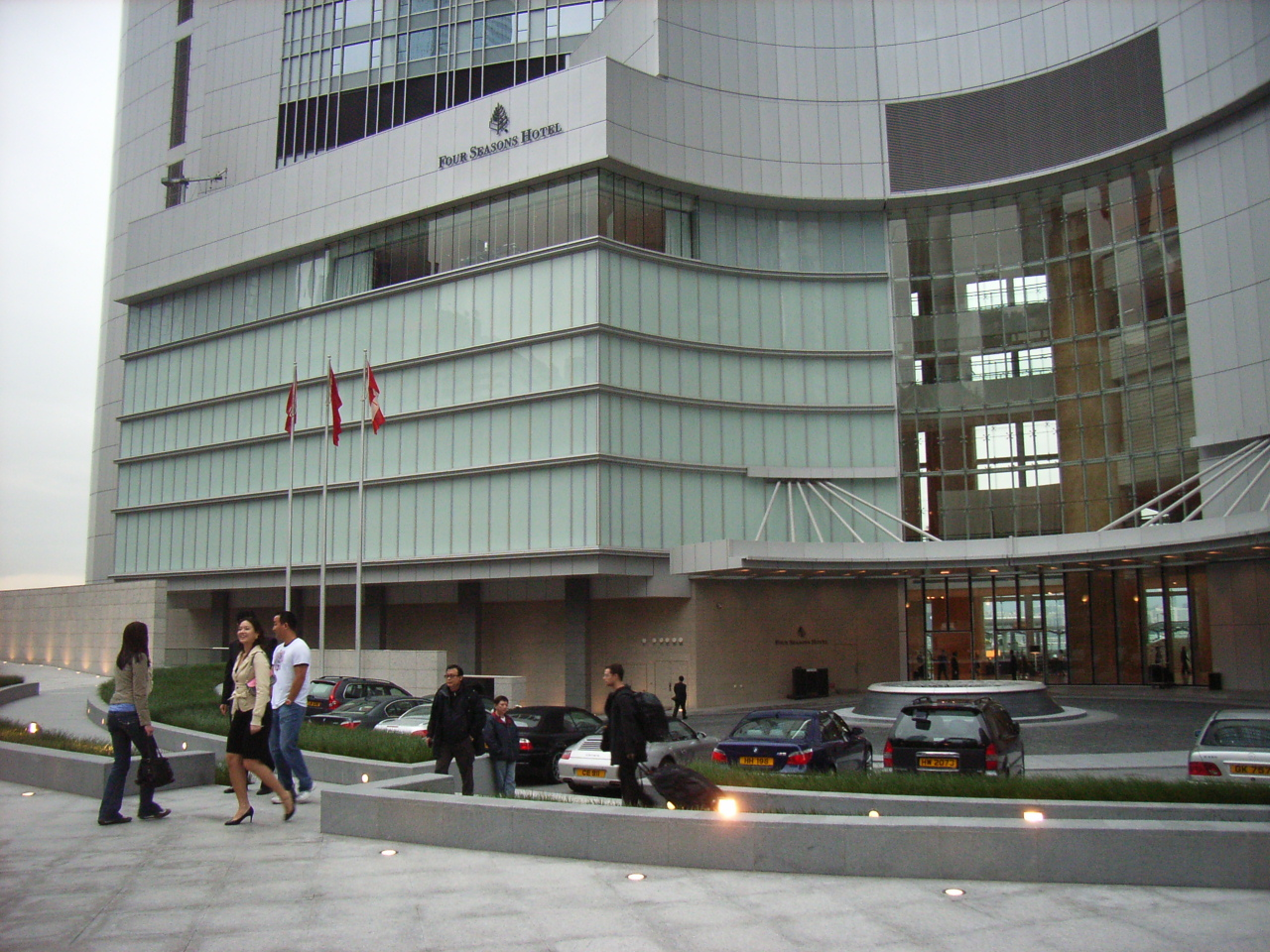
香港四季酒店
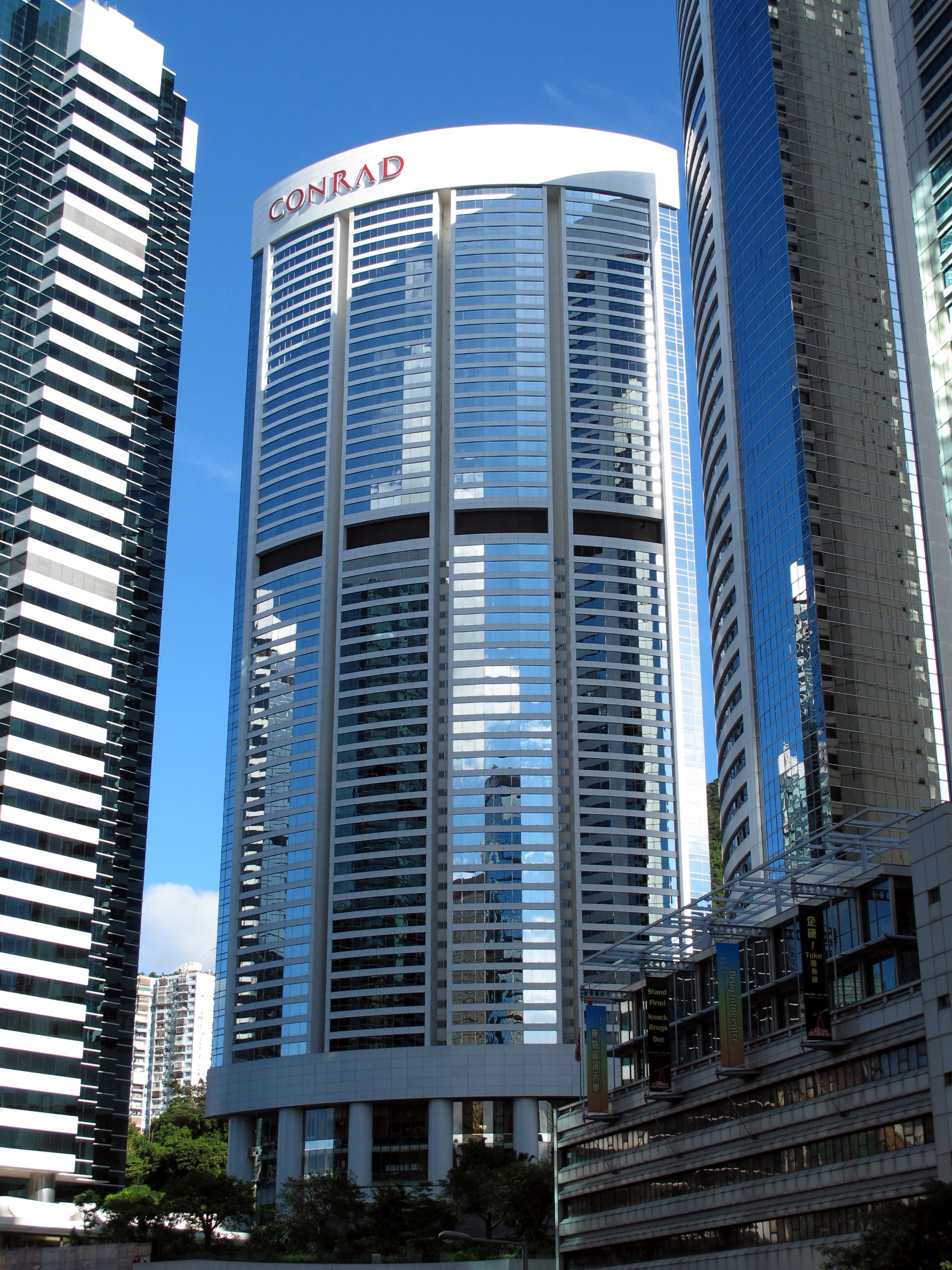
香港港麗酒店
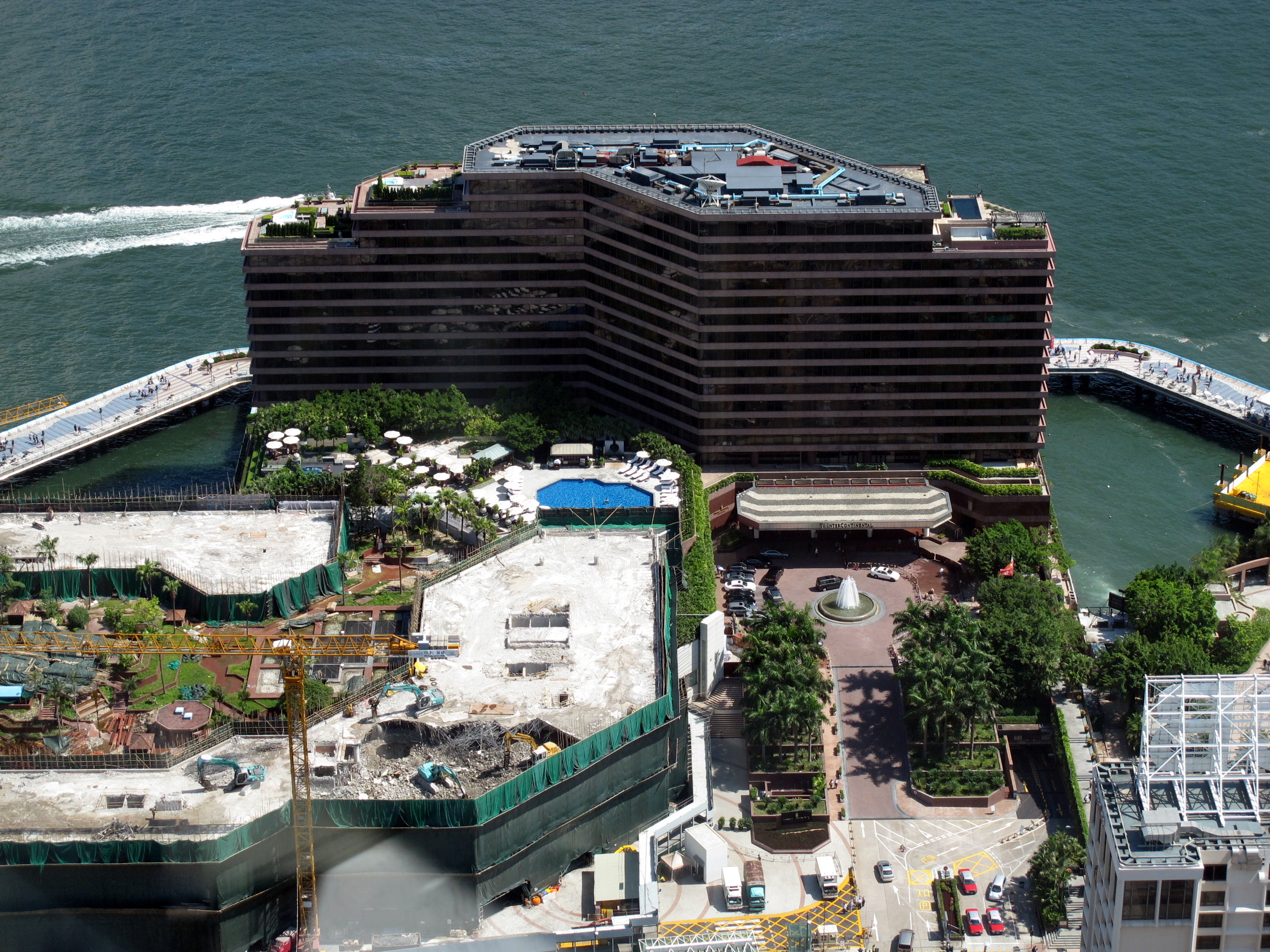
香港麗晶酒店

### 澳門
澳門酒店由澳門旅遊局負責評級。酒店場所共分為五個級別：五星級豪華、五星級、四星級、三星級及二星級：而公寓則分為三星及二星。據旅遊局資料顯示，截至2016年，全澳共有74間二星至五星級豪華酒店及31間二星至三星級公寓。旅遊局會不時按酒店設施、服務等各項因素而更動酒店評級。

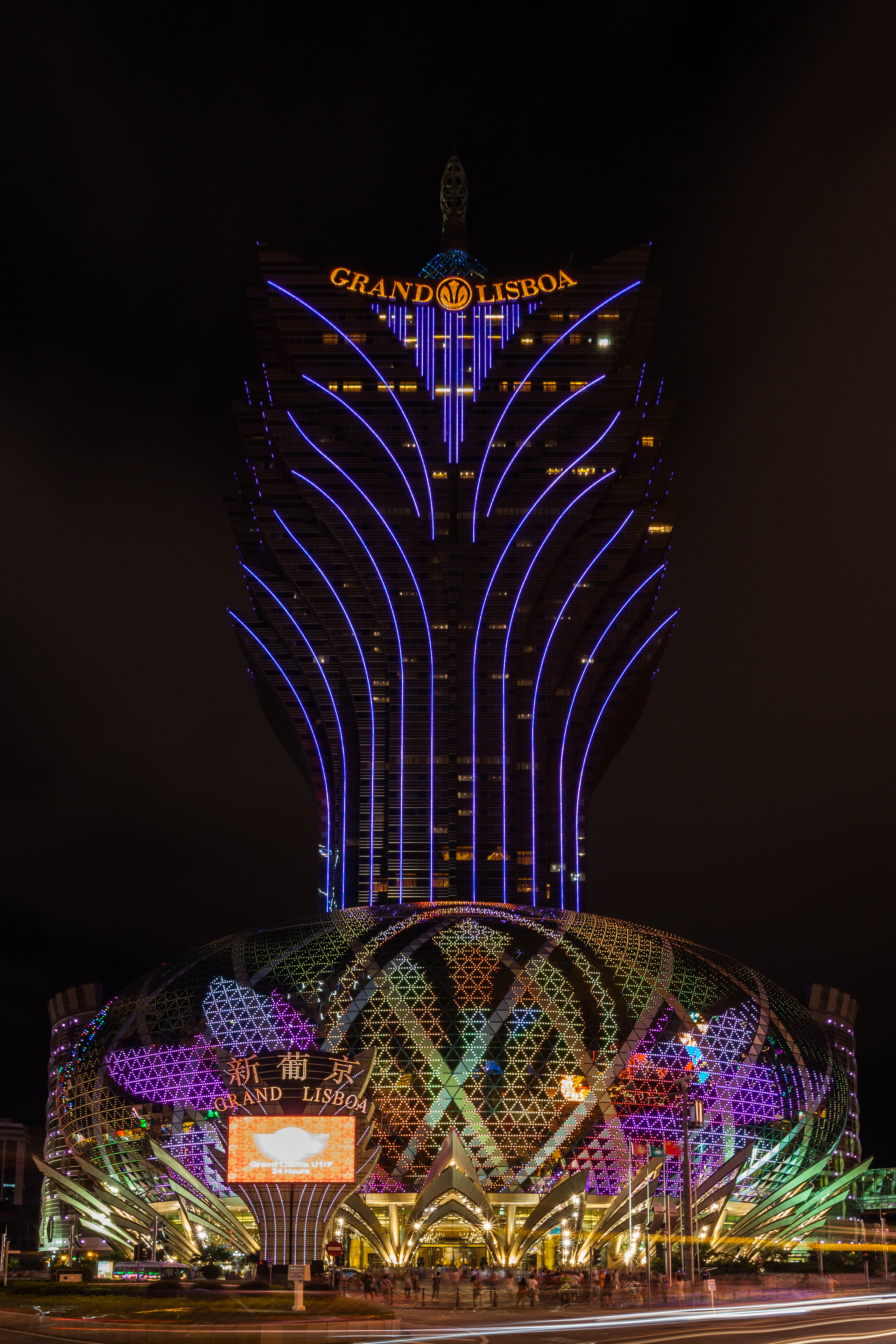
澳門新葡京酒店
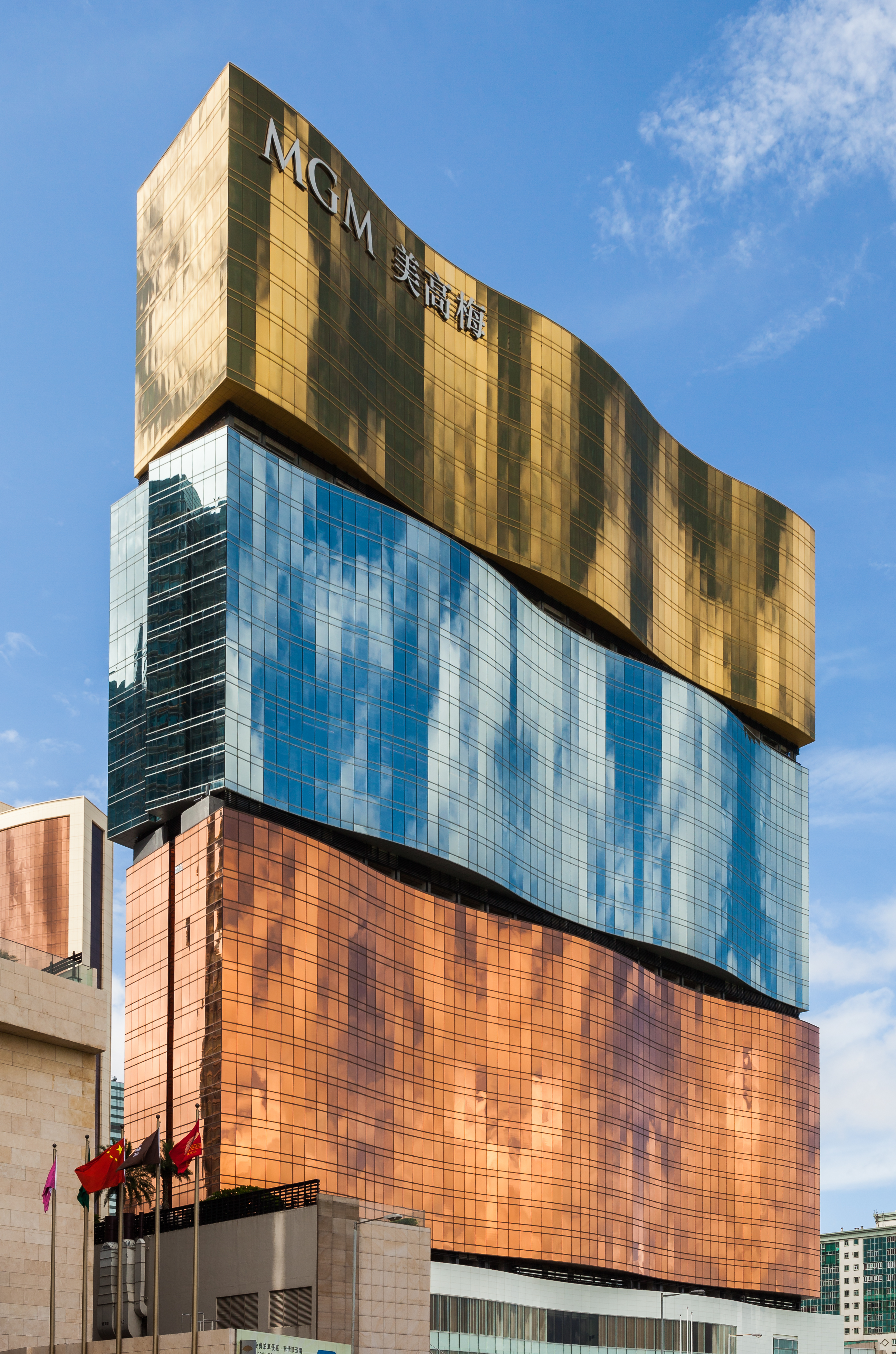
澳門美高梅
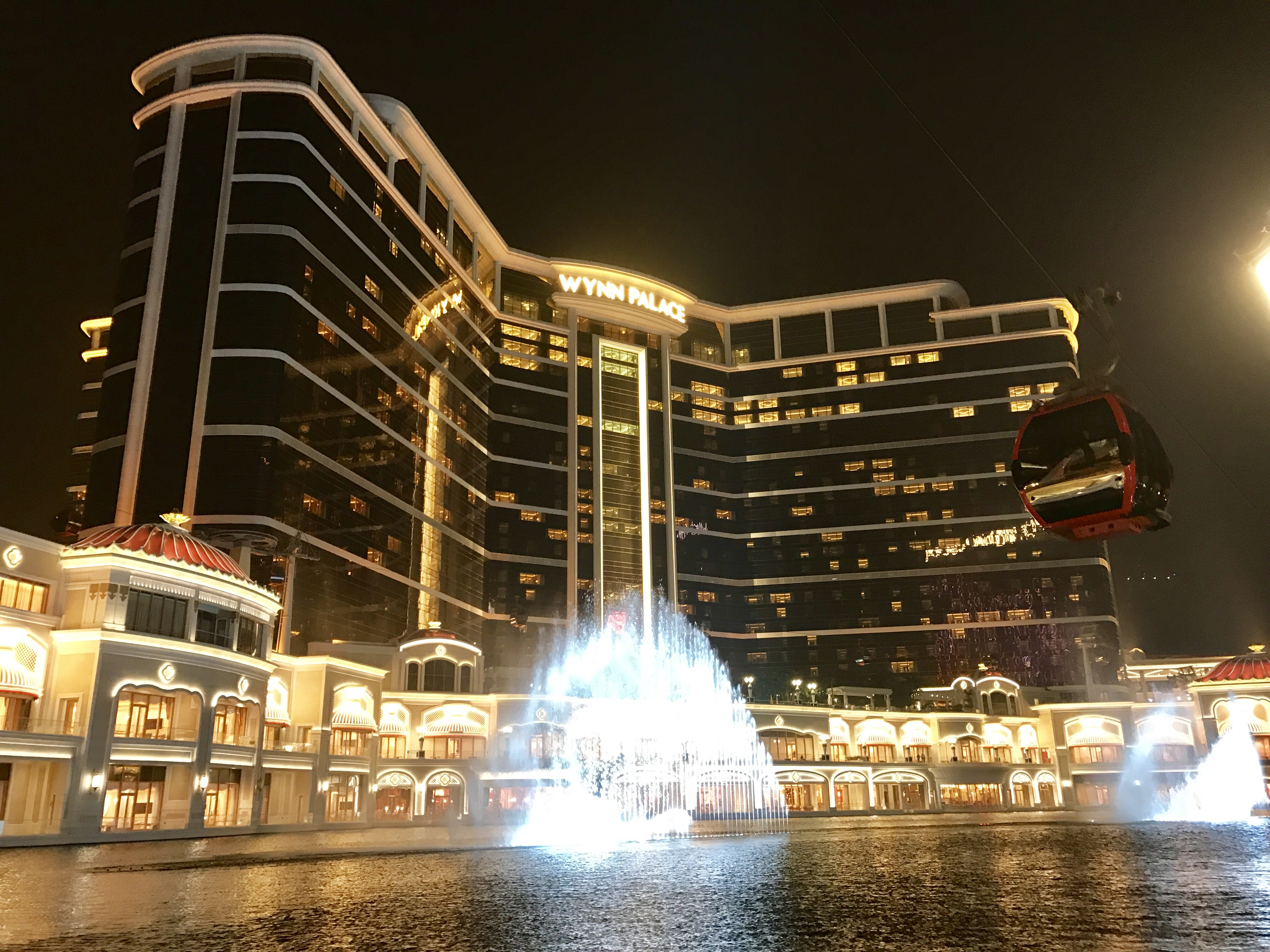
永利皇宮酒店
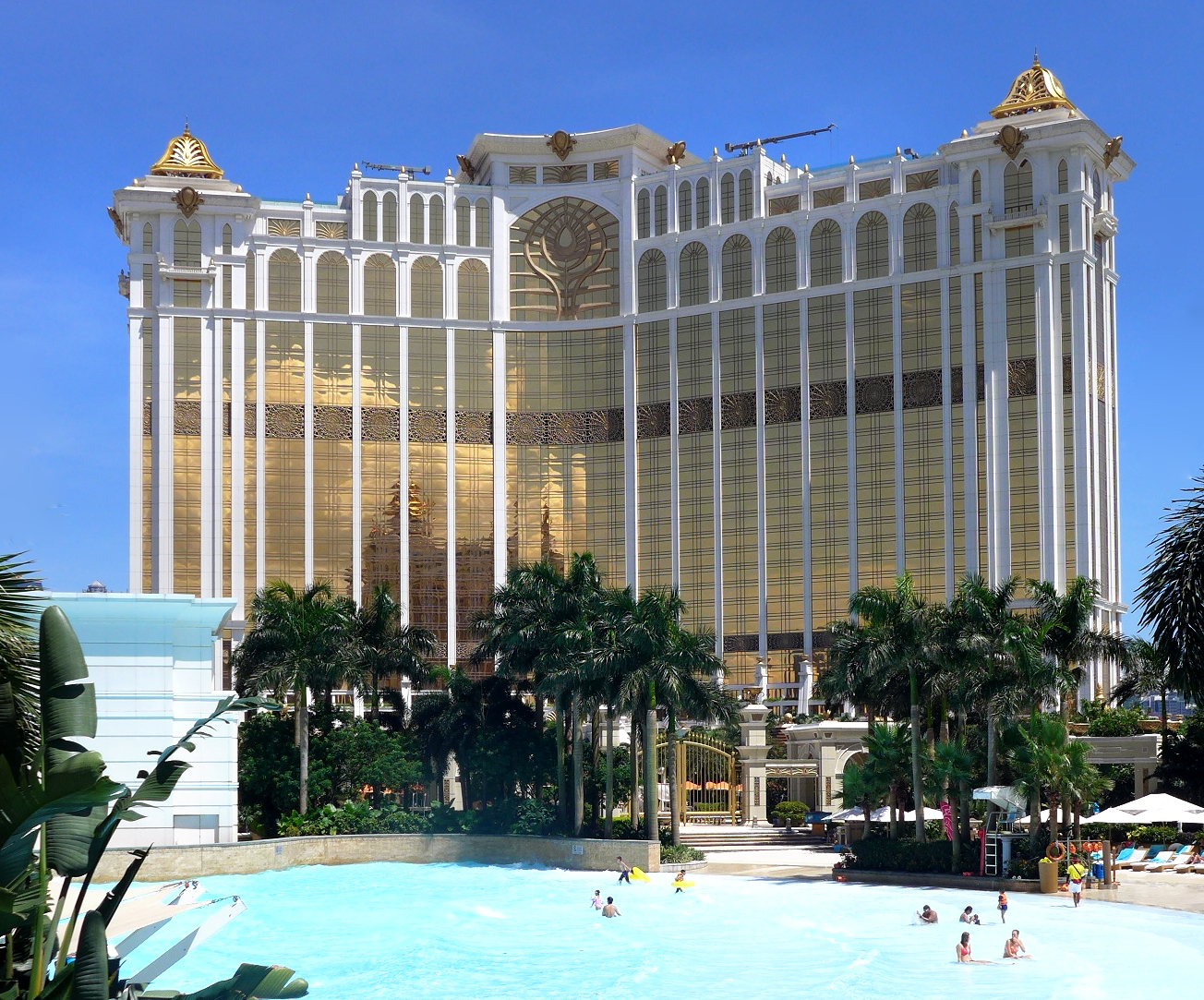
澳門麗思卡爾頓酒店
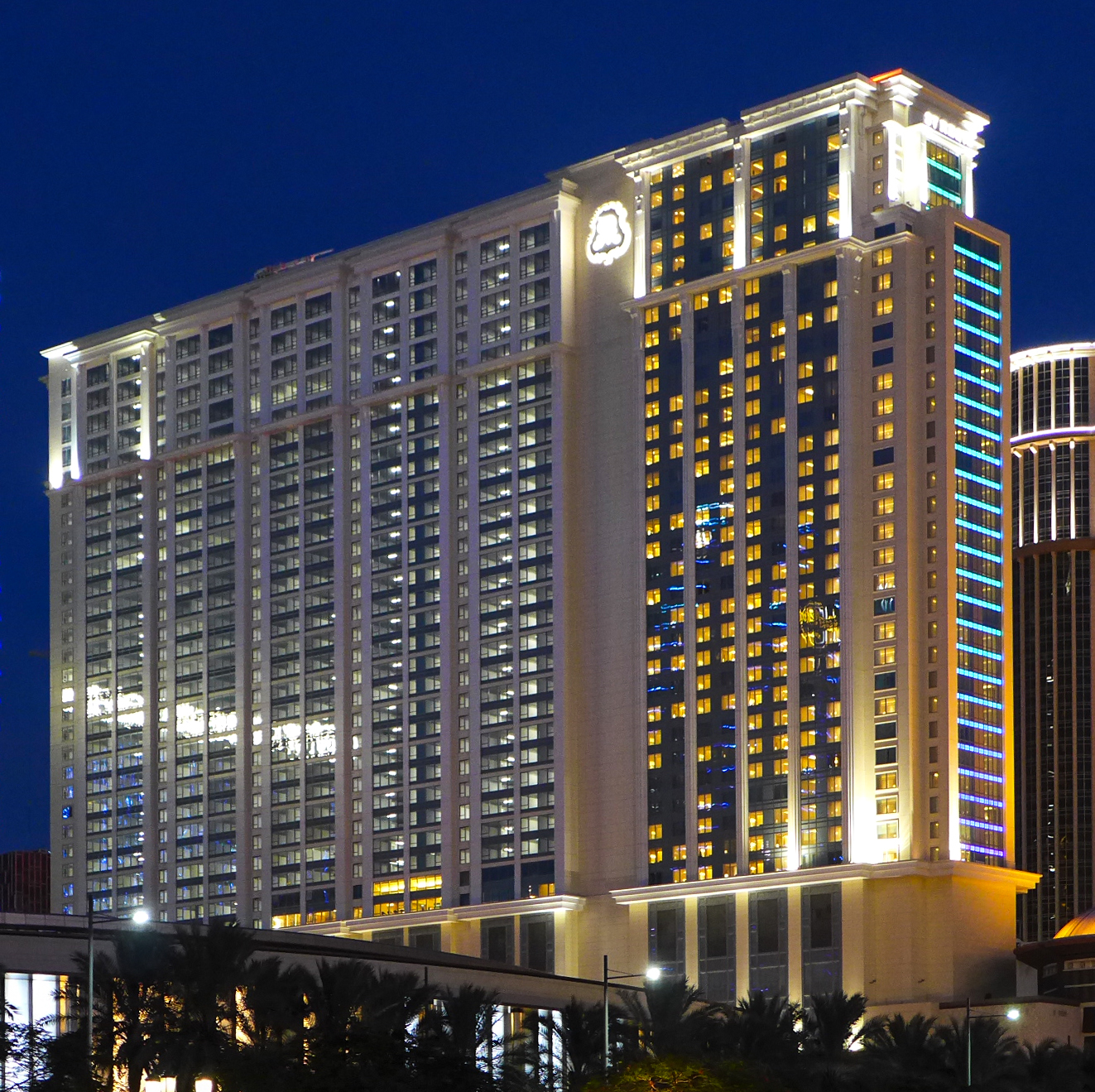
澳門瑞吉酒店

### 中國大陸
中國大陸的五星级饭店是“星级旅游饭店”（简称为“星级饭店”）中的最高级，是由中華人民共和國國家旅遊局设立的全国旅游星级饭店评定委员会（以下简称为“全国星评委”）按照《旅游饭店星级的划分与评定》负责评定，截止到2013年2月，中国大陸共有758家五星级饭店。

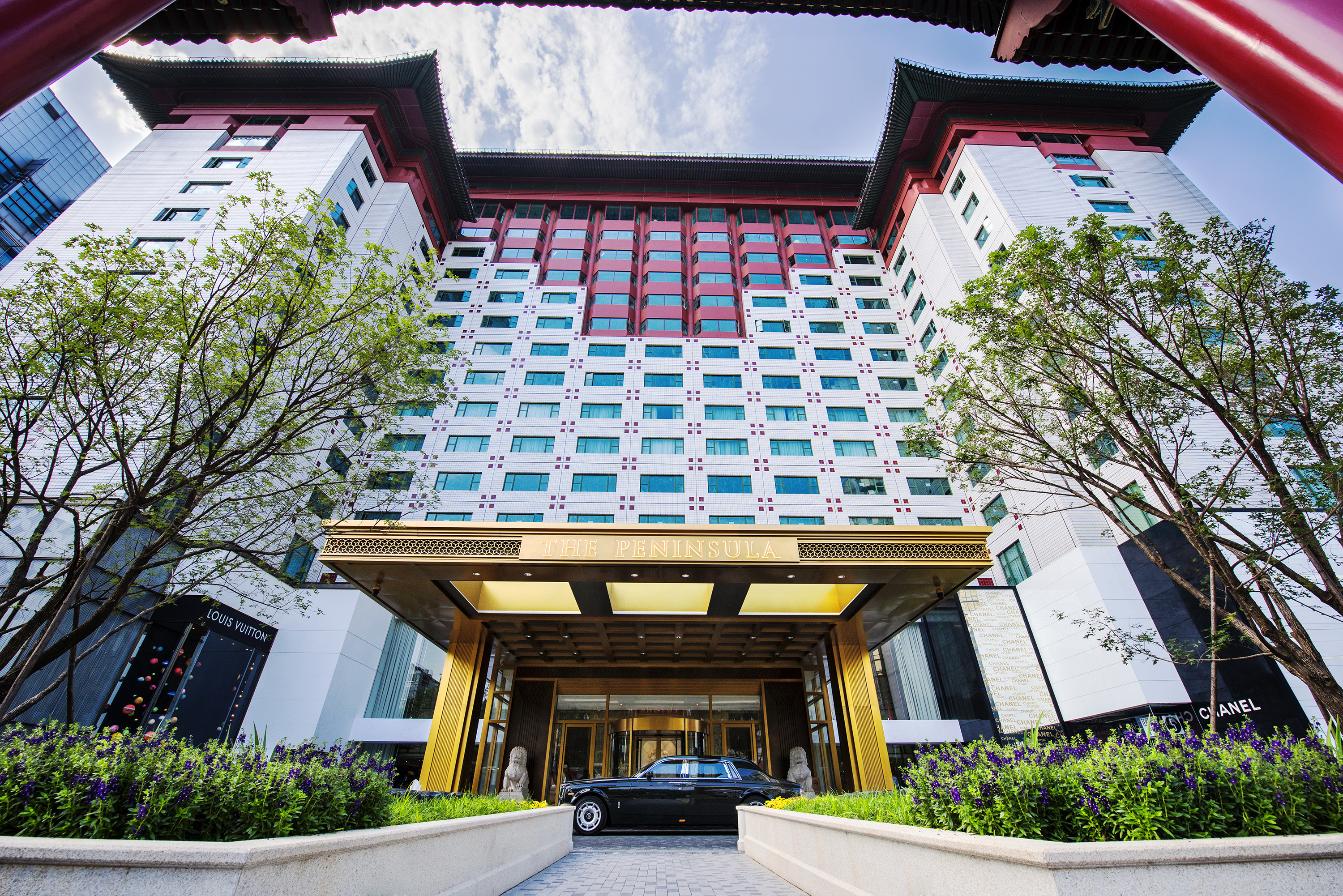
王府半岛酒店
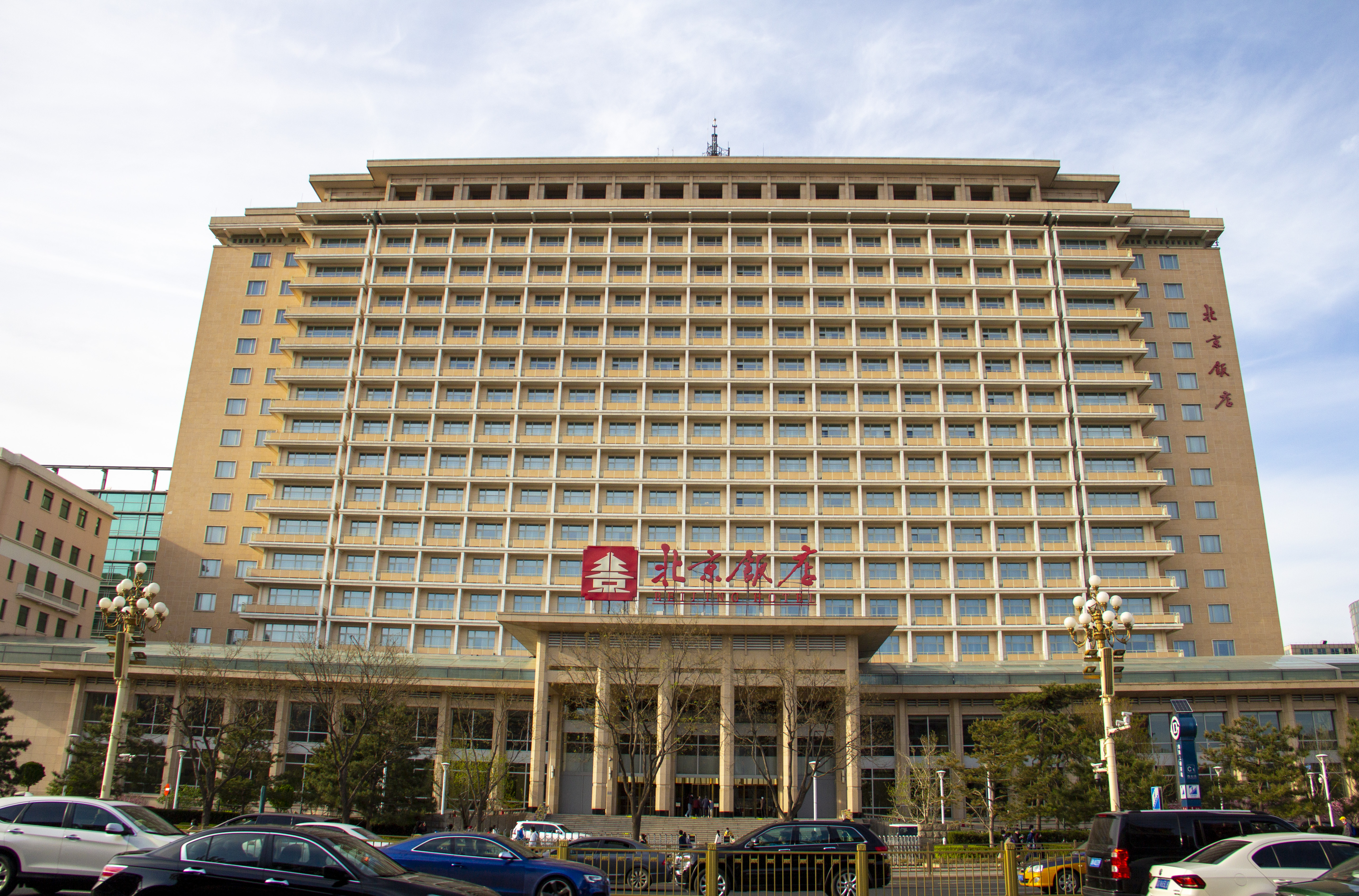
北京店
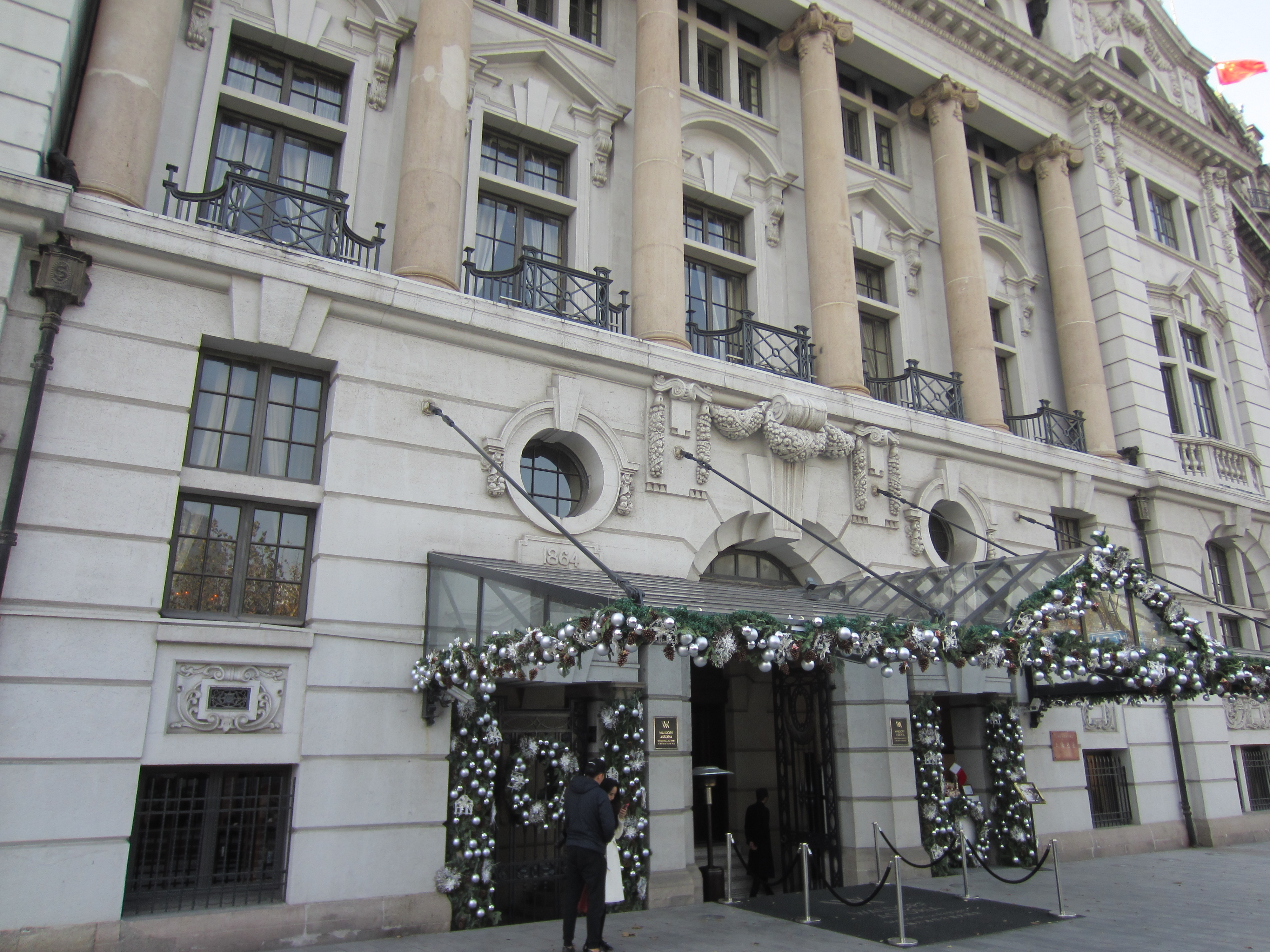
上海外灘華爾道夫酒店
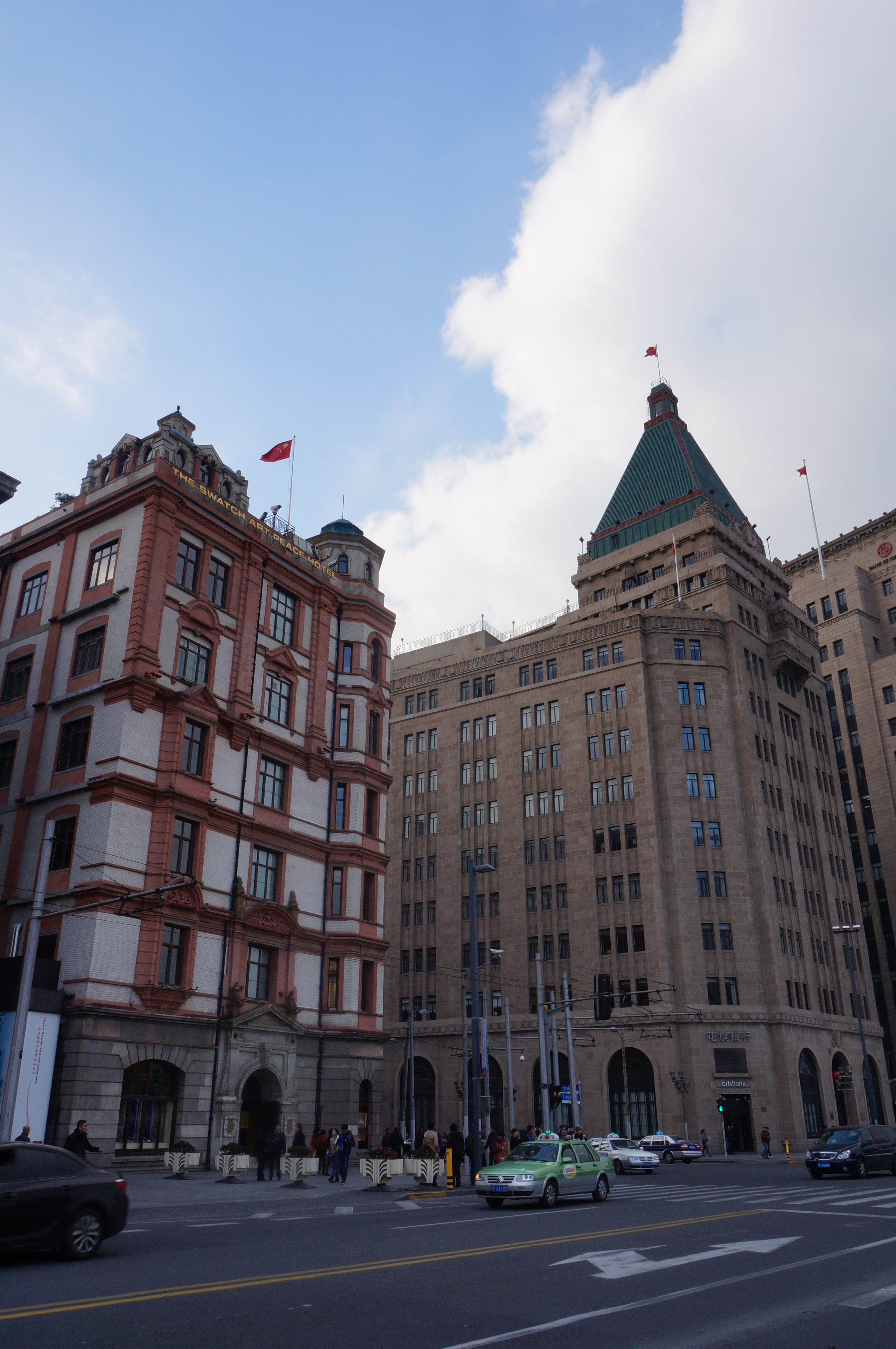
上海和平飯店
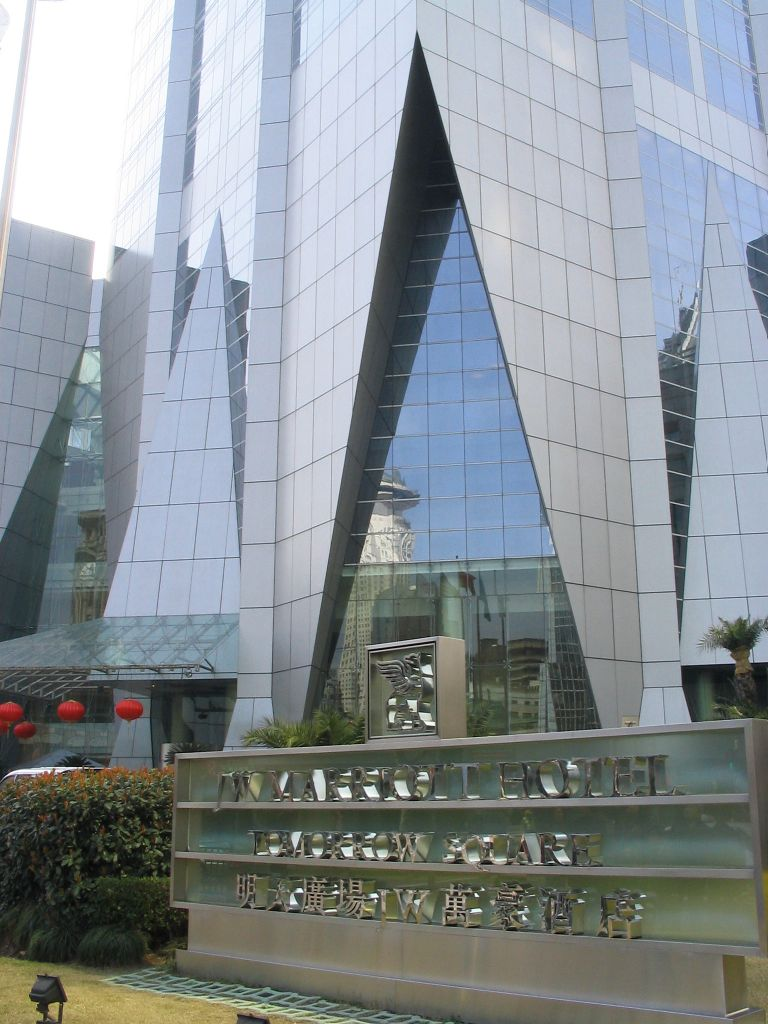
上海明天广场JW万豪酒店
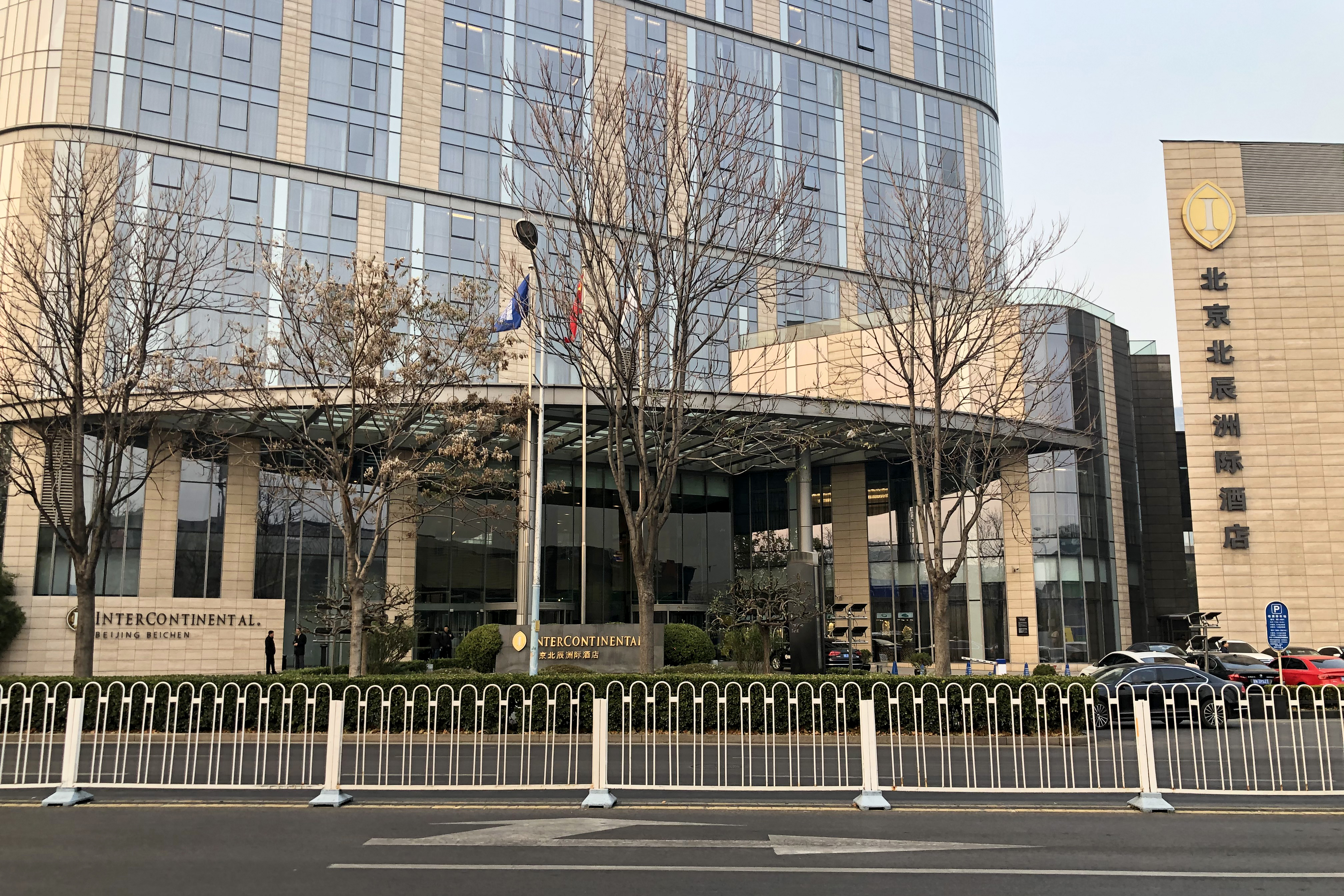
北京北辰洲際酒店

### 台灣
台灣飯店多為台灣企業與國際飯店集團經營合作方式，如台北喜來登大飯店為「寒舍餐旅管理顧問股份有限公司」經營、台北W店為太子建設「時代國際飯店股份有限公司」經營，並非由國際飯店集團母公司直接經營。也有台灣企業集團自行經營，如長榮桂冠酒店為長榮集團經營；圓山大店由蔣宋美齡創辦、中華民國交通部管轄的台灣敦睦聯誼會所經營，是唯一帶有官方色彩的大型飯店。

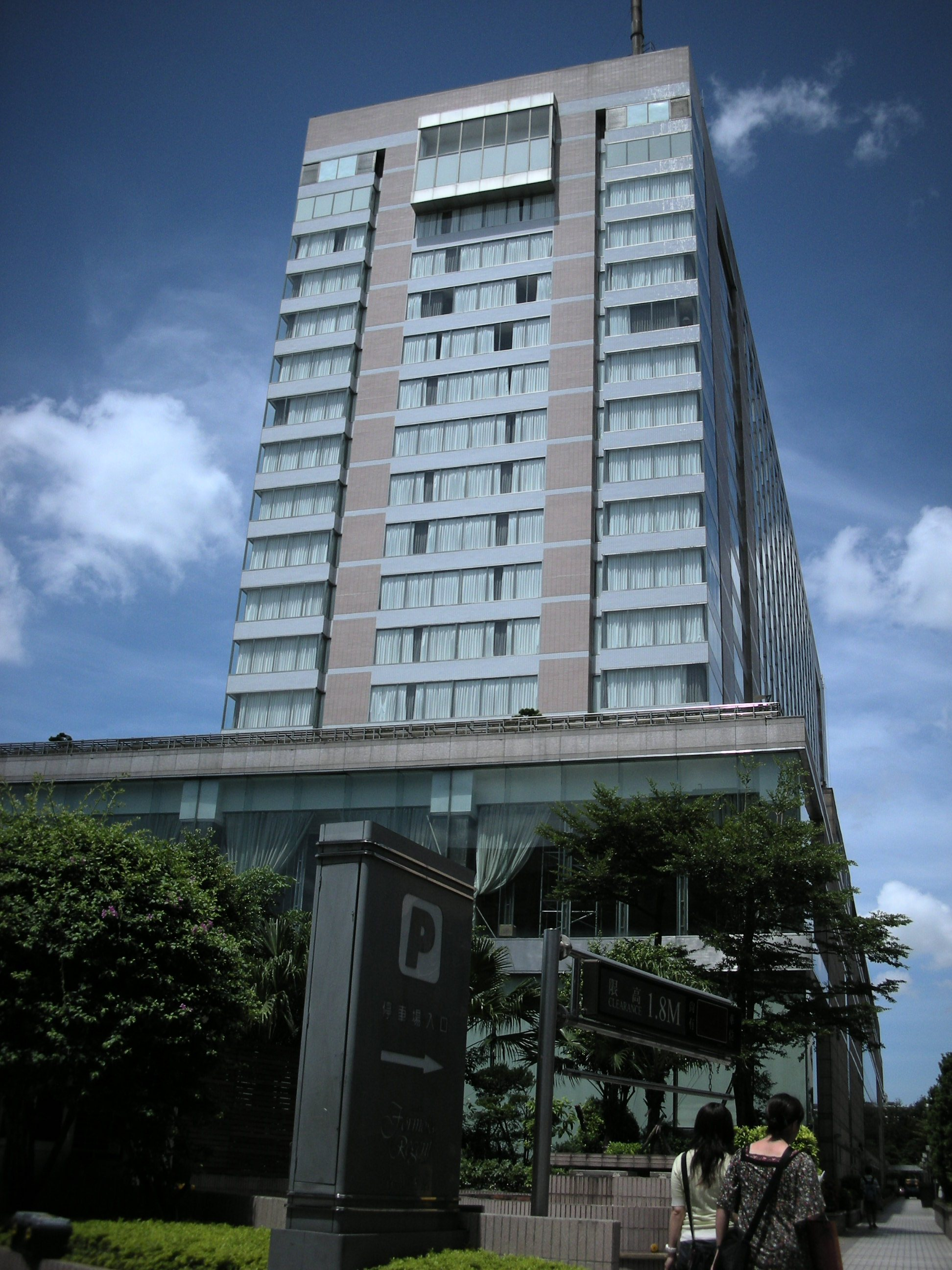
台北晶華
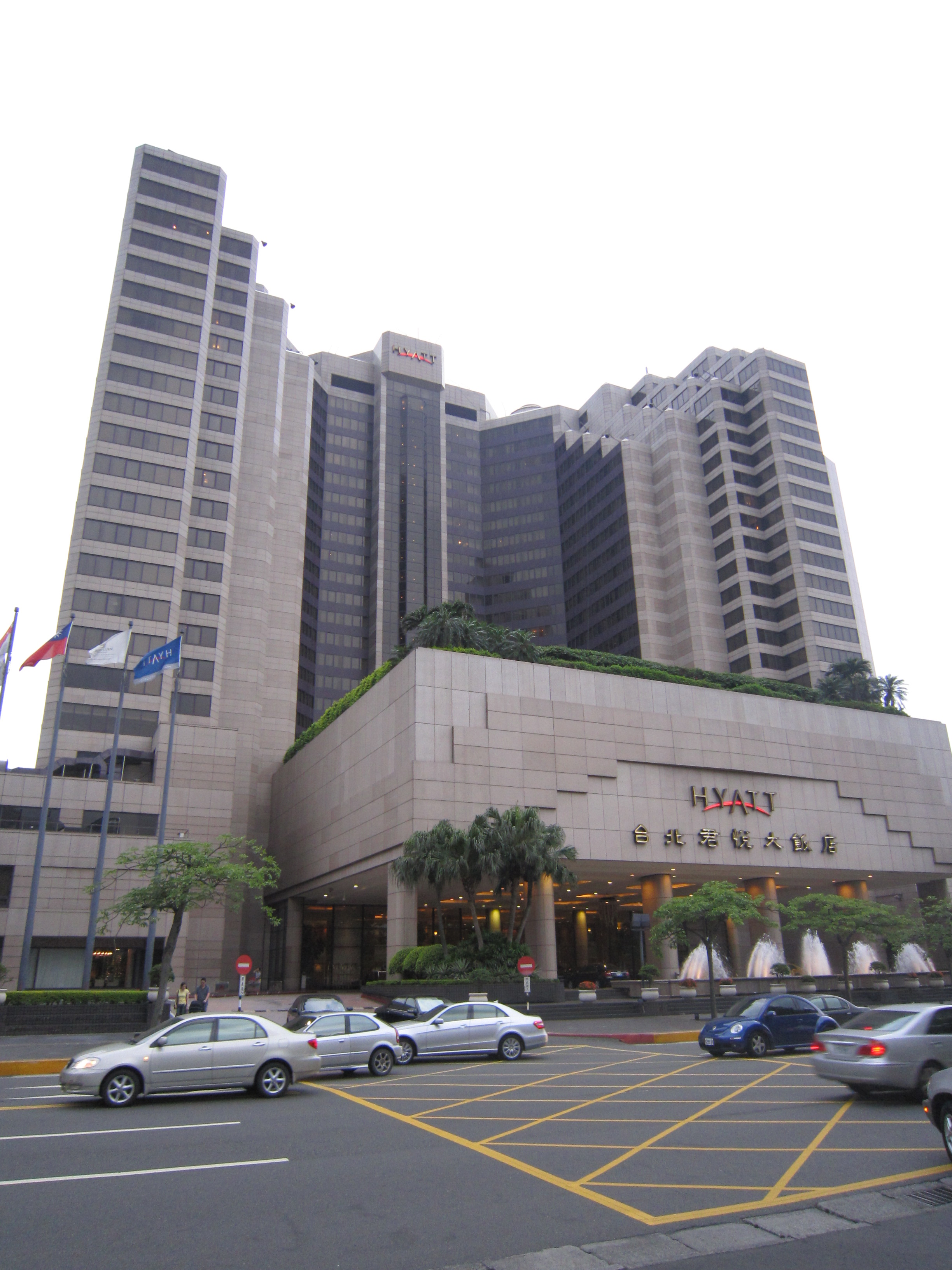
台北君悅
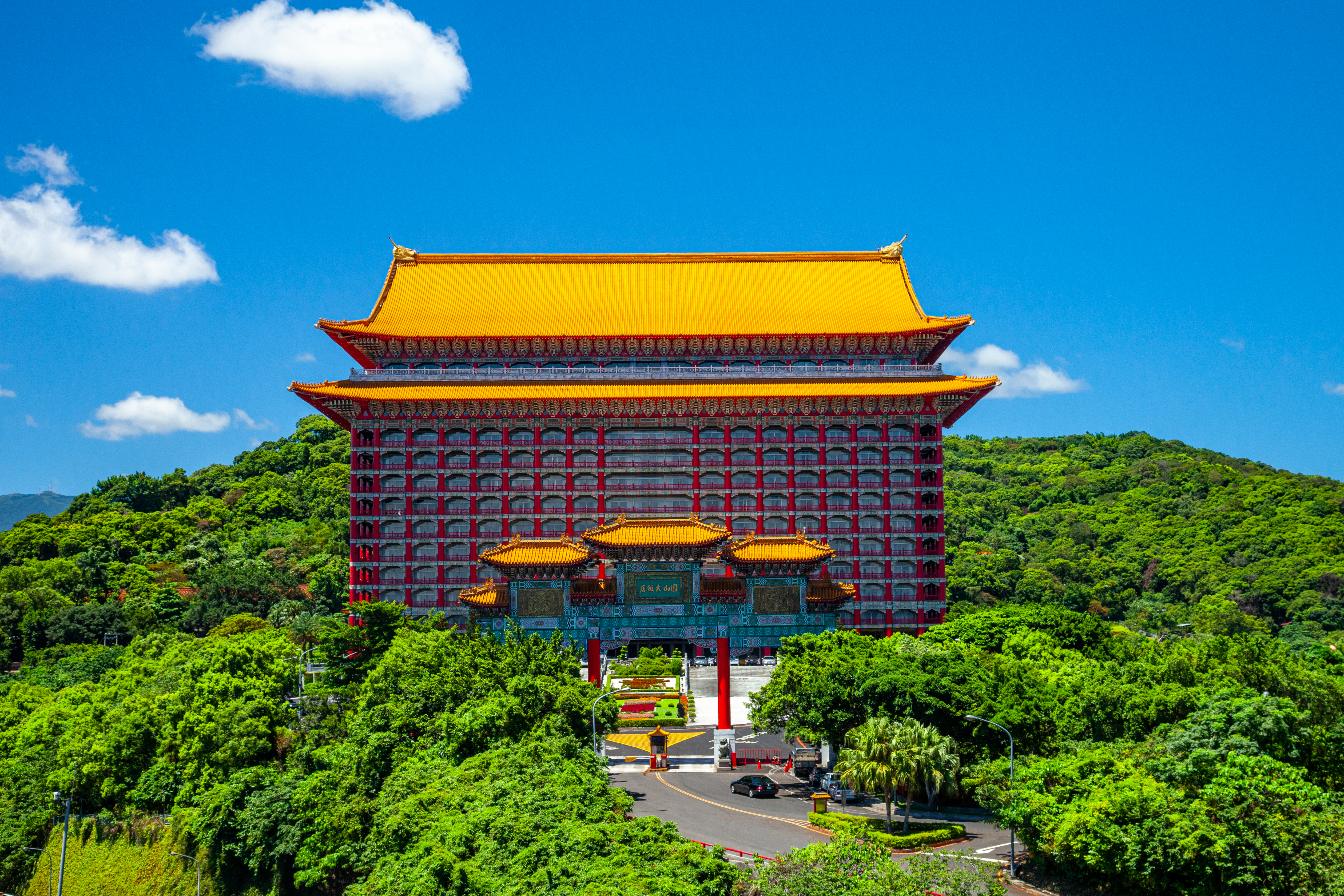
圓山大飯店
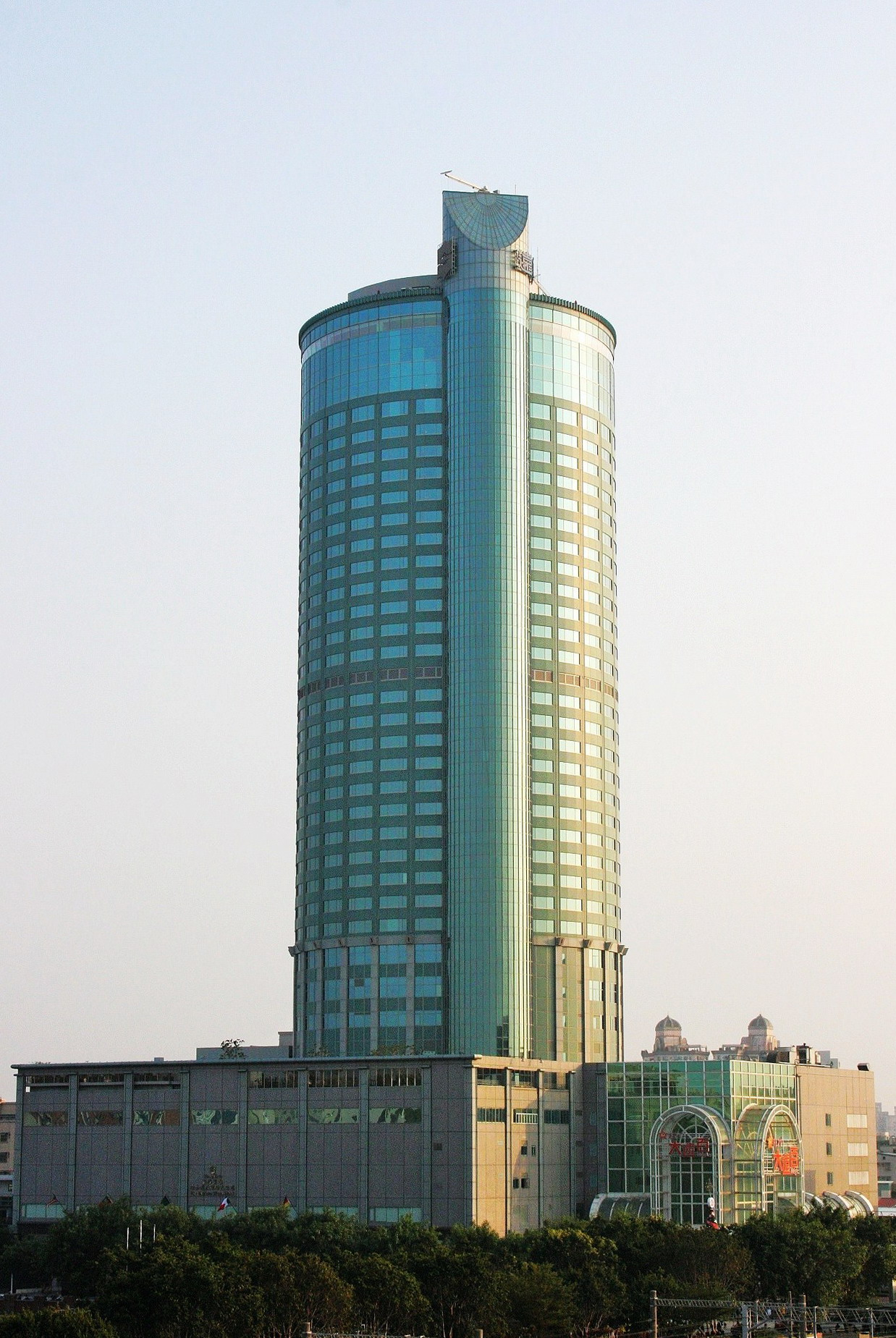
香格里拉台南遠東國際大飯店
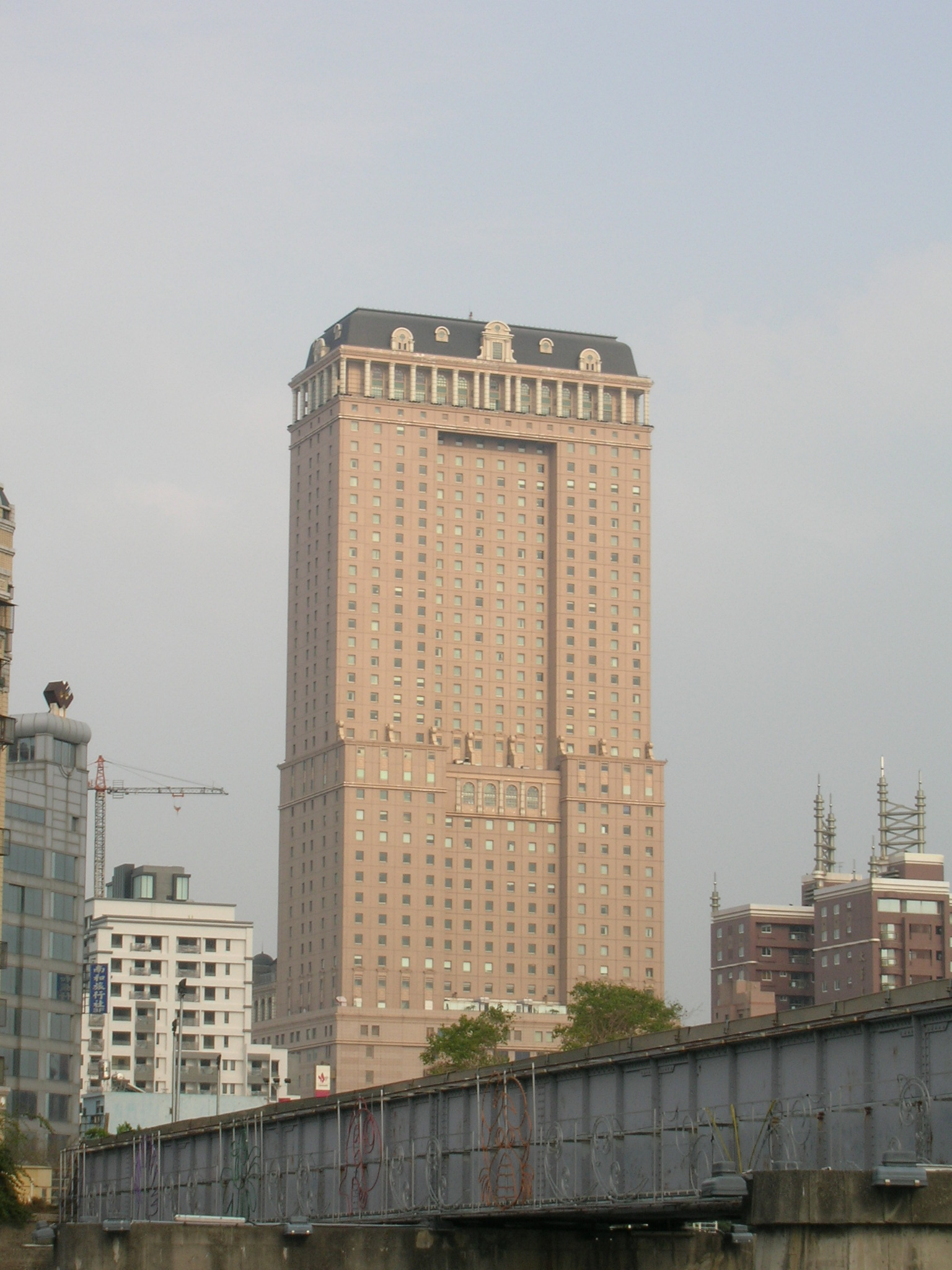
高雄漢來大飯店
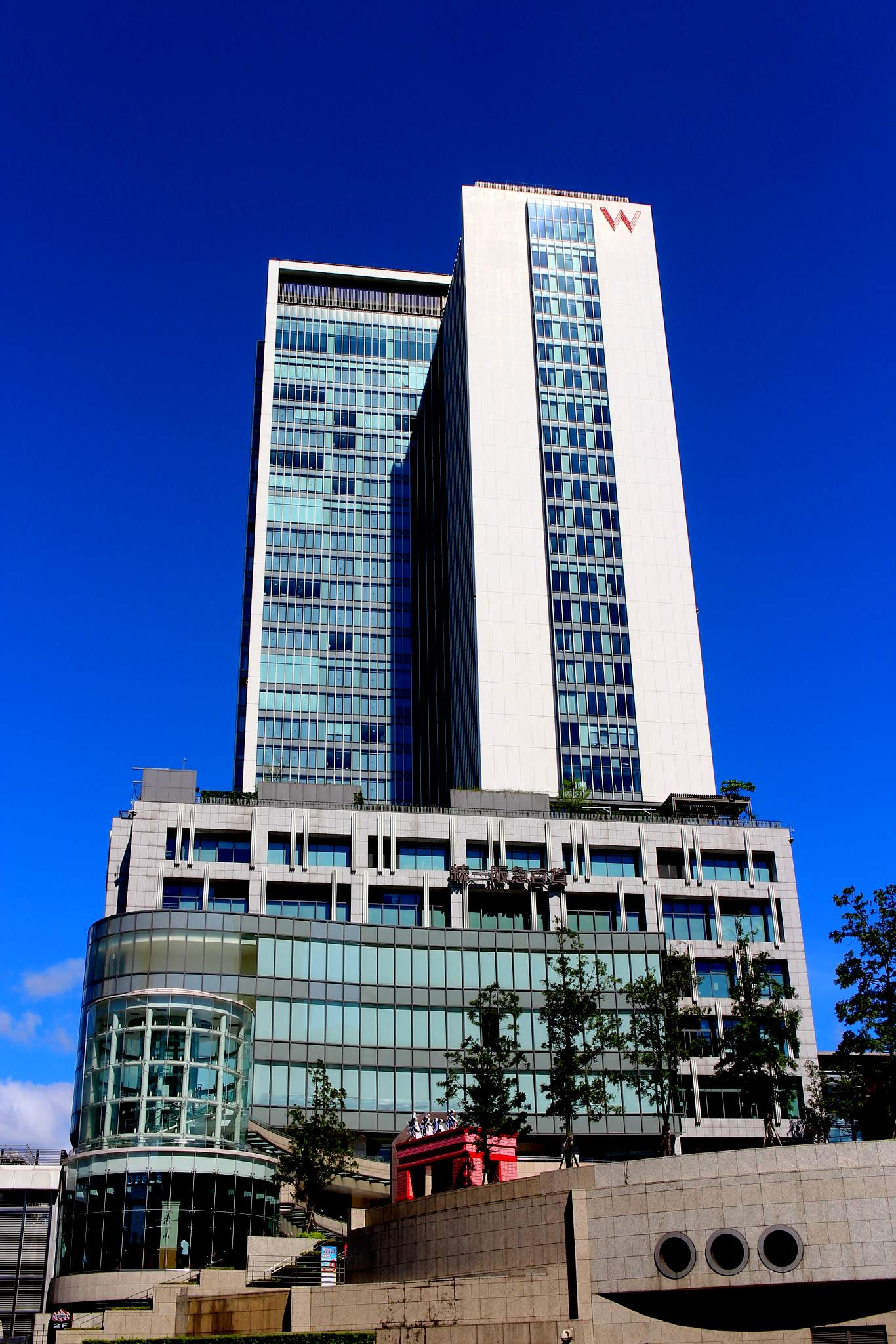
台北W飯店
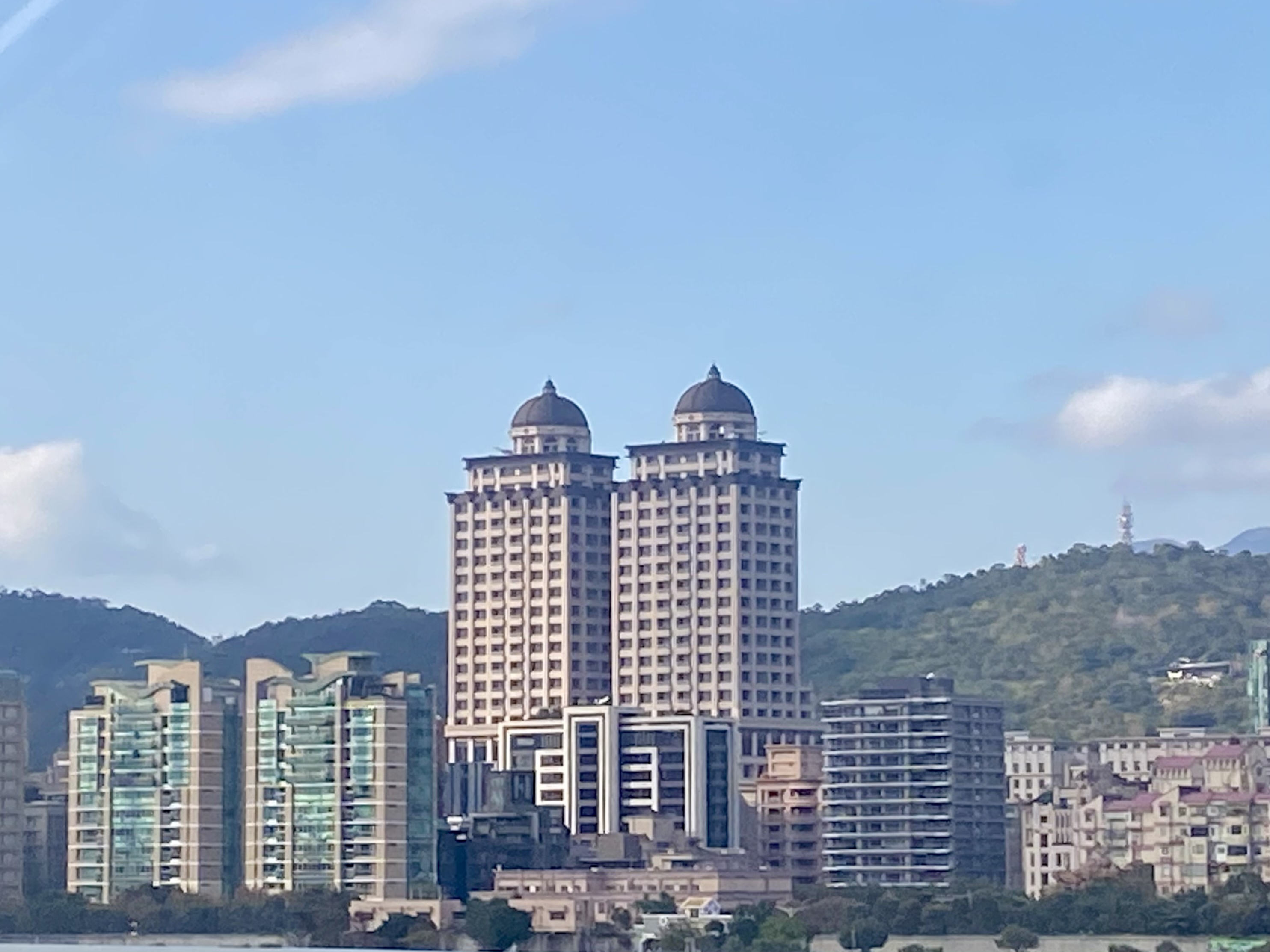
台北美福大飯店

## 規管
在澳門，開設酒店必須領取澳門旅遊局發出的准照。同樣地，在新加坡，開設酒店需要領取酒店牌照局（Hotels Licensing Board）發出的牌照。在香港，開設酒店要領取由旅館業監督發出的牌照。在日本，開設酒店需要向都道府縣申請許可。在中国大陆，開設酒店要辦理特種行業許可證。
另外，在中国大陆，改革开放初期的1988年9月，《中华人民共和国评定旅游（涉外）饭店星级的规定》明确当地执行涉外饭店制度，在此制度下，外籍人士入住酒店仅可入住已取得涉外资质的酒店。此后随着中国加入世贸组织以及登记系统逐步信息化，外籍人士定点住宿规定亦逐步取消，如北京市在2003年取消这一规定。《中华人民共和国出境入境管理法》第三十九条规定，“外国人在中国境内旅馆住宿的，旅馆应当按照旅馆业治安管理的有关规定为其办理住宿登记，并向所在地公安机关报送外国人住宿登记信息”，即旅馆拒绝境外人士入住于法无据。但仍有一些快捷酒店或偏远城市的酒店仍有因“无涉外资质”、“不知道如何将信息录入系统”为由拒绝外宾入住的情况，尤其是2023年中国逐步全面恢复通关后相关问题更趋于严重。2024年5月，中华人民共和国公安部、中华人民共和国商务部、国家移民管理局表示，要求旅馆业不得以无涉外资质为由拒绝接待境外人员。但实质上，该政策仅具有指导性质，地方政府和基层单位在执行该政策时仍缺乏约束力。截至2025年，中国大陆仍有部分酒店拒绝接待境外人员，或仅可接待持五星卡的旅客。